# Amici di Maria De Filippi (ventunesima edizione, fase serale)
La ventunesima edizione del talent show musicale Amici di Maria De Filippi è andata in onda nella sua fase serale dal 19 marzo al 15 maggio 2022 in prima serata su Canale 5 per nove puntate con la conduzione di Maria De Filippi. Tutte le puntate sono andate in onda di sabato, ad eccezione della finale che andata in onda di domenica. Stéphane Jarny ha ricoperto, per la seconda volta consecutiva, il ruolo di direttore artistico del serale.
Ugualmente alla scorsa edizione sono presenti tre squadre capitanate a coppie dai professori (un docente di canto e un docente di ballo per ogni squadra). Il programma è andato in onda con il pubblico in studio in numero ridotto in seguito alle disposizioni governative riguardanti la pandemia di COVID-19; i ballerini preparano coreografie singole, in coppia o in gruppo con uno o più compagni di squadra; rimane comunque possibile realizzare coreografie con i ballerini professionisti, ma deve essere garantita la distanza di sicurezza, così come regolamentato dai Protocolli per la gestione e il contenimento della diffusione del virus SARS-COV-2.
| Vincitori                | Vincitori        |
| Amici 21                 | Luigi Strangis   |
| ------------------------ | ---------------- |
| Danza                    | Michele Esposito |
| Premio TIM della Critica | Sissi            |
| Premio TIM               | Serena Carella   |
| Premio delle Radio       | Luigi Strangis   |
| Premio Oreo              | Alex             |
| Premio Marlù             | [ N 1 ]          |

## Regolamento
La puntata è suddivisa in tre partite, al meglio dei 3 punti. Al termine della prima partita i professori, i ragazzi, o entrambe le parti costituenti la squadra vincente faranno tre nomi tra i concorrenti della squadra perdente che andranno a sfidarsi in un ballottaggio con eliminazione diretta fino alla quarta puntata, provvisoria dalla quinta puntata. Al termine della seconda partita i tre concorrenti, nominati, a rischio eliminazione, si sfideranno tra loro per decretare l'eliminato provvisorio. La stessa cosa avverrà anche per la terza partita. 
Al termine della puntata, gli eliminati provvisori si sfideranno in un ultimo ballottaggio per decretare l’eliminazione definitiva di un concorrente. A giudicare le sfide e i ballottaggi sarà esclusivamente la giuria. 
A decidere chi inizia la prima manche, nelle diverse puntate, è la giuria tramite sorteggio. Inoltre la squadra che conduce la partita ha la possibilità di scegliere la squadra da affrontare e nelle varie sfide chi e quali prove schierare (guanti di sfida compresi), anche della squadra opposta, a cui spetta in maniera esclusiva indicare il contenuto della prova.

## Concorrenti
Sono stati ammessi al serale 18 concorrenti, così divisi:
     Vincitore
     Primo classificato della categoria perdente
     Finalista
     Eliminata/o
| Squadra Zerbi-Celentano             | Squadra Zerbi-Celentano             | Squadra Zerbi-Celentano             |            | Squadra Cuccarini-Todaro              | Squadra Cuccarini-Todaro              | Squadra Cuccarini-Todaro              |                            | Squadra Pettinelli-Peparini           | Squadra Pettinelli-Peparini           | Squadra Pettinelli-Peparini           |
| Professori                          | Professori                          | Professori                          | Professori | Professori                            | Professori                            | Professori                            | Professori                 | Professori                            | Professori                            | Professori                            |
| ----------------------------------- | ----------------------------------- | ----------------------------------- | ---------- | ------------------------------------- | ------------------------------------- | ------------------------------------- | -------------------------- | ------------------------------------- | ------------------------------------- | ------------------------------------- |
| - Rudy Zerbi - Alessandra Celentano | - Rudy Zerbi - Alessandra Celentano | - Rudy Zerbi - Alessandra Celentano |            | - Lorella Cuccarini - Raimondo Todaro | - Lorella Cuccarini - Raimondo Todaro | - Lorella Cuccarini - Raimondo Todaro |                            | - Anna Pettinelli - Veronica Peparini | - Anna Pettinelli - Veronica Peparini | - Anna Pettinelli - Veronica Peparini |
| Concorrenti                         |                                     |                                     |            |                                       |                                       |                                       |                            |                                       |                                       |                                       |
| Posizione                           | Nome                                | Disciplina                          |            | Posizione                             | Nome                                  | Disciplina                            |                            | Posizione                             | Nome                                  | Disciplina                            |
| 1                                   | Luigi Strangis                      | cantautorato                        | 3          | Serena Carella                        | ballo                                 | 6                                     | Albe (Alberto La Malfa)    | cantautorato                          |                                       |                                       |
| 2                                   | Michele Esposito                    | classico                            | 4          | Alex (Alessandro Rina)                | cantautorato                          | 7                                     | Dario Schirone             | ballo                                 |                                       |                                       |
| 9                                   | LDA (Luca D'Alessio)                | cantautorato                        | 5          | Sissi (Silvia Cesana)                 | cantautorato                          | 11                                    | Crytical (Francesco Paone) | rap                                   |                                       |                                       |
| 10                                  | Carola Puddu                        | classico                            | 8          | Nunzio Stancampiano                   | latino                                | 14                                    | John Erik Dela Cruz        | hip-hop                               |                                       |                                       |
| 13                                  | Leo (Leonardo Lini)                 | latino                              | 12         | Aisha Maryam Samb                     | cantautorato                          | 18                                    | Alice Del Frate            | ballo                                 |                                       |                                       |
| 16                                  | Calma (Marco Barbieri)              | cantautorato                        | 15         | Christian Stefanelli                  | hip-hop                               |                                       |                            |                                       |                                       |                                       |
| 17                                  | Gio Montana (Giovanni Niro)         | cantautorato                        |            |                                       |                                       |                                       |                            |                                       |                                       |                                       |

## Tabellone delle eliminazioni
Legenda:
  ZC   Vittoria squadra Zerbi-Celentano

  CT   Vittoria squadra Cuccarini-Todaro

  PP   Vittoria squadra Pettinelli-Peparini

Candidato/a all'eliminazione:

 dai professori della squadra vincente

 forzatamente

     Primo/a salvato/a dalla giuria
     Salvato/a dal rischio eliminazione
     Non salvato/a. Va in ballottaggio
     Eliminato/a
     Vince la manche ed è salvo/a
     Non scelto/a per la sfida a squadre quindi non partecipa alla manche
     Non partecipa alla manche perché in ballottaggio
     Vince il ballottaggio ed è salvo/a
N.D. Non sottoposto/a a ballottaggio o non partecipa alla sfida
     Finalista / Accede alla finale

     Candidato/a ad accedere alla finale

     Non accede ancora alla finale

     Primo/a classificato/a della categoria perdente

     Vincitore / Vincitrice

|            |            |             | 19/03      | 19/03      | 19/03                  | 19/03                  | 19/03                  | 19/03                  | 19/03                  | 26/03                  | 26/03                  | 26/03                  | 26/03                  | 26/03                  | 26/03                  | 26/03                  | 02/04                  | 02/04                  | 02/04                  | 02/04                  | 02/04                  | 02/04                  | 02/04                  | 09/04                  | 09/04                  | 09/04                  | 09/04                  | 09/04                  | 09/04                  | 09/04                  | 16/04                  | 16/04                  | 16/04                  | 16/04                  | 16/04                  | 16/04                  | 16/04                  | 23/04                  | 23/04                  | 23/04                  | 23/04                  | 23/04                  | 23/04                  | 23/04                  | 30/04                  | 30/04                  | 30/04                  | 30/04                  | 30/04                  | 30/04                  | 30/04                  | 07/05                  | 07/05                  | 07/05                  | 07/05                  | 07/05                  | 15/05                  | 15/05                  | 15/05                  | 15/05                  | 15/05                  | 15/05                  | Disciplina   |
| 1ª PUNTATA | 1ª PUNTATA | 1ª PUNTATA  | 1ª PUNTATA | 1ª PUNTATA | 1ª PUNTATA             | 1ª PUNTATA             | 2ª PUNTATA             | 2ª PUNTATA             | 2ª PUNTATA             | 2ª PUNTATA             | 2ª PUNTATA             | 2ª PUNTATA             | 2ª PUNTATA             | 3ª PUNTATA             | 3ª PUNTATA             | 3ª PUNTATA             | 3ª PUNTATA             | 3ª PUNTATA             | 3ª PUNTATA             | 3ª PUNTATA             | 4ª PUNTATA             | 4ª PUNTATA             | 4ª PUNTATA             | 4ª PUNTATA             | 4ª PUNTATA             | 4ª PUNTATA             | 4ª PUNTATA             | 5ª PUNTATA             | 5ª PUNTATA             | 5ª PUNTATA             | 5ª PUNTATA             | 5ª PUNTATA             | 5ª PUNTATA             | 5ª PUNTATA             | 6ª PUNTATA             | 6ª PUNTATA             | 6ª PUNTATA             | 6ª PUNTATA             | 6ª PUNTATA             | 6ª PUNTATA             | 6ª PUNTATA             | 7ª PUNTATA             | 7ª PUNTATA             | 7ª PUNTATA             | 7ª PUNTATA             | 7ª PUNTATA             | 7ª PUNTATA             | 7ª PUNTATA             | SEMIFINALE             | SEMIFINALE             | SEMIFINALE             | SEMIFINALE             | SEMIFINALE             | FINALE                 | FINALE                 | FINALE                 | FINALE                 | FINALE                 | FINALE                 |                        |                        |                        | Disciplina   |
| ---------- | ---------- | ----------- | ---------- | ---------- | ---------------------- | ---------------------- | ---------------------- | ---------------------- | ---------------------- | ---------------------- | ---------------------- | ---------------------- | ---------------------- | ---------------------- | ---------------------- | ---------------------- | ---------------------- | ---------------------- | ---------------------- | ---------------------- | ---------------------- | ---------------------- | ---------------------- | ---------------------- | ---------------------- | ---------------------- | ---------------------- | ---------------------- | ---------------------- | ---------------------- | ---------------------- | ---------------------- | ---------------------- | ---------------------- | ---------------------- | ---------------------- | ---------------------- | ---------------------- | ---------------------- | ---------------------- | ---------------------- | ---------------------- | ---------------------- | ---------------------- | ---------------------- | ---------------------- | ---------------------- | ---------------------- | ---------------------- | ---------------------- | ---------------------- | ---------------------- | ---------------------- | ---------------------- | ---------------------- | ---------------------- | ---------------------- | ---------------------- | ---------------------- | ---------------------- | ---------------------- | ---------------------- | ------------ |
| Vittoria   | Vittoria   | Vittoria    | ZC         | ZC         | ZC                     | ZC                     | CT                     | CT                     |                        | CT                     | CT                     | ZC                     | ZC                     | ZC                     | ZC                     |                        | CT                     | CT                     | ZC                     | ZC                     | CT                     | CT                     |                        | ZC                     | ZC                     | ZC                     | ZC                     | ZC                     | ZC                     |                        | ZC                     | ZC                     | ZC                     | ZC                     | CT                     | CT                     |                        | CT                     | CT                     | ZC                     | ZC                     | ZC                     | ZC                     |                        | ZC                     | ZC                     | ZC                     | ZC                     | CT                     | CT                     |                        | CT                     | CT                     | ZC                     | ZC                     |                        | Finale Canto           | Finale Canto           | Finale Canto           | Finale Danza           | Finalissima            | Finalissima            | Disciplina   |
| Punteggio  | Punteggio  | Punteggio   | 2          | 1          | 2                      | 1                      | 2                      | 1                      | 2                      | 1                      | 2                      | 1                      | 2                      | 0                      | 2                      | 0                      | 2                      | 1                      | 2                      | 1                      | 2                      | 0                      | 2                      | 1                      | 2                      | 1                      | 2                      | 1                      | 2                      | 1                      | 2                      | 1                      | 2                      | 1                      | 2                      | 0                      | 2                      | 1                      | 2                      | 1                      | 2                      | 1                      | 2                      | 1                      |                        |                        |                        |                        |                        |                        |                        | CT                     | CT                     | ZC                     | ZC                     |                        | Finale Canto           | Finale Canto           | Finale Canto           | Finale Danza           | Finalissima            | Finalissima            | Disciplina   |
| 1          |            | Luigi       |            |            |                        |                        | –                      | –                      | N.D.                   |                        |                        |                        |                        |                        |                        | N.D.                   |                        |                        |                        |                        |                        |                        | N.D.                   |                        |                        |                        |                        |                        |                        | N.D.                   |                        |                        |                        |                        |                        |                        | N.D.                   |                        |                        |                        |                        |                        |                        | N.D.                   |                        |                        |                        |                        |                        |                        |                        |                        | N.D.                   |                        |                        |                        |                        |                        |                        | 1º                     | VINCITORE              | cantautorato           |              |
| 2          |            | Michele     |            |            |                        |                        | –                      | –                      | N.D.                   | –                      | –                      |                        |                        |                        |                        | N.D.                   |                        |                        |                        |                        | –                      | –                      | N.D.                   |                        |                        |                        |                        |                        |                        | N.D.                   |                        |                        |                        |                        | –                      | –                      | N.D.                   |                        |                        |                        |                        |                        |                        | N.D.                   |                        |                        |                        |                        |                        |                        | N.D.                   | N.D.                   | N.D.                   |                        |                        |                        | N.D.                   | N.D.                   | N.D.                   |                        | 2º                     | SECONDO                | classico     |
| 3          |            | Serena      |            |            | –                      | –                      |                        |                        | N.D.                   |                        |                        | –                      | –                      |                        |                        | N.D.                   |                        |                        | –                      | –                      |                        |                        | N.D.                   | –                      | –                      |                        |                        |                        |                        | N.D.                   |                        |                        |                        |                        |                        |                        |                        |                        |                        |                        |                        |                        |                        | N.D.                   |                        |                        |                        |                        |                        |                        | N.D.                   | N.D.                   | N.D.                   |                        | N.D.                   |                        | N.D.                   | N.D.                   | N.D.                   |                        | TERZA                  | TERZA                  | ballo        |
| 4          |            | Alex        |            |            | –                      | –                      |                        |                        | N.D.                   |                        |                        |                        |                        |                        |                        | N.D.                   |                        |                        | –                      | –                      |                        |                        | N.D.                   |                        |                        |                        |                        |                        |                        | N.D.                   |                        |                        |                        |                        |                        |                        | N.D.                   |                        |                        |                        |                        |                        |                        | N.D.                   |                        |                        |                        |                        |                        |                        | N.D.                   |                        |                        | N.D.                   |                        |                        |                        |                        |                        | QUARTO                 | QUARTO                 | QUARTO                 | cantautorato |
| 5          |            | Sissi       |            |            |                        |                        |                        |                        | N.D.                   |                        |                        | –                      | –                      |                        |                        | N.D.                   |                        |                        |                        |                        |                        |                        | N.D.                   |                        |                        | –                      | –                      |                        |                        | N.D.                   |                        |                        |                        |                        |                        |                        | N.D.                   |                        |                        | –                      | –                      |                        |                        | N.D.                   | –                      | –                      |                        |                        |                        |                        | N.D.                   |                        |                        |                        |                        |                        |                        |                        | QUINTA                 | QUINTA                 | QUINTA                 | QUINTA                 | cantautorato |
| 6          |            | Albe        |            |            |                        |                        |                        |                        | N.D.                   |                        |                        |                        |                        |                        |                        | N.D.                   |                        |                        |                        |                        |                        |                        | N.D.                   |                        |                        |                        |                        |                        |                        | N.D.                   |                        |                        |                        |                        |                        |                        | N.D.                   |                        |                        |                        |                        |                        |                        | N.D.                   |                        |                        |                        |                        |                        |                        |                        |                        |                        | N.D.                   |                        |                        |                        | SESTO                  | SESTO                  | SESTO                  | SESTO                  | SESTO                  | cantautorato |
| 7          |            | Dario       |            |            |                        |                        |                        |                        | N.D.                   |                        |                        |                        |                        | –                      | –                      | N.D.                   | –                      | –                      |                        |                        |                        |                        | N.D.                   |                        |                        |                        |                        |                        |                        | N.D.                   |                        |                        |                        |                        |                        |                        |                        |                        |                        |                        |                        |                        |                        |                        |                        |                        |                        |                        |                        |                        | N.D.                   | N.D.                   | N.D.                   |                        | N.D.                   |                        | ELIMINATO (Semifinale) | ELIMINATO (Semifinale) | ELIMINATO (Semifinale) | ELIMINATO (Semifinale) | ELIMINATO (Semifinale) | ELIMINATO (Semifinale) | ballo        |
| 8          |            | Nunzio      |            |            |                        |                        |                        |                        | N.D.                   |                        |                        |                        |                        |                        |                        | N.D.                   |                        |                        |                        |                        |                        |                        |                        | –                      | –                      |                        |                        |                        |                        |                        |                        |                        | –                      | –                      |                        |                        | N.D.                   |                        |                        |                        |                        |                        |                        |                        |                        |                        |                        |                        |                        |                        |                        | ELIMINATO (7ª puntata) | ELIMINATO (7ª puntata) | ELIMINATO (7ª puntata) | ELIMINATO (7ª puntata) | ELIMINATO (7ª puntata) | ELIMINATO (7ª puntata) | ELIMINATO (7ª puntata) | ELIMINATO (7ª puntata) | ELIMINATO (7ª puntata) | ELIMINATO (7ª puntata) | ELIMINATO (7ª puntata) | latino       |
| 9          |            | LDA         |            |            |                        |                        |                        |                        | N.D.                   | –                      | –                      |                        |                        |                        |                        | N.D.                   |                        |                        |                        |                        |                        |                        | N.D.                   |                        |                        |                        |                        |                        |                        | N.D.                   |                        |                        |                        |                        |                        |                        | N.D.                   |                        |                        |                        |                        |                        |                        |                        | ELIMINATO (6ª puntata) | ELIMINATO (6ª puntata) | ELIMINATO (6ª puntata) | ELIMINATO (6ª puntata) | ELIMINATO (6ª puntata) | ELIMINATO (6ª puntata) | ELIMINATO (6ª puntata) | ELIMINATO (6ª puntata) | ELIMINATO (6ª puntata) | ELIMINATO (6ª puntata) | ELIMINATO (6ª puntata) | ELIMINATO (6ª puntata) | ELIMINATO (6ª puntata) | ELIMINATO (6ª puntata) | ELIMINATO (6ª puntata) | ELIMINATO (6ª puntata) | ELIMINATO (6ª puntata) | ELIMINATO (6ª puntata) | cantautorato |
| 10         |            | Carola      |            |            |                        |                        | –                      | –                      | N.D.                   | –                      | –                      |                        |                        |                        |                        | N.D.                   |                        |                        |                        |                        | –                      | –                      | N.D.                   |                        |                        |                        |                        |                        |                        | N.D.                   |                        |                        |                        |                        |                        |                        |                        | ELIMINATA (5ª puntata) | ELIMINATA (5ª puntata) | ELIMINATA (5ª puntata) | ELIMINATA (5ª puntata) | ELIMINATA (5ª puntata) | ELIMINATA (5ª puntata) | ELIMINATA (5ª puntata) | ELIMINATA (5ª puntata) | ELIMINATA (5ª puntata) | ELIMINATA (5ª puntata) | ELIMINATA (5ª puntata) | ELIMINATA (5ª puntata) | ELIMINATA (5ª puntata) | ELIMINATA (5ª puntata) | ELIMINATA (5ª puntata) | ELIMINATA (5ª puntata) | ELIMINATA (5ª puntata) | ELIMINATA (5ª puntata) | ELIMINATA (5ª puntata) | ELIMINATA (5ª puntata) | ELIMINATA (5ª puntata) | ELIMINATA (5ª puntata) | ELIMINATA (5ª puntata) | ELIMINATA (5ª puntata) | ELIMINATA (5ª puntata) | classico     |
| 11         |            | Crytical    | –          | –          |                        |                        |                        |                        | N.D.                   |                        |                        |                        |                        |                        |                        |                        |                        |                        |                        |                        |                        |                        | N.D.                   |                        |                        |                        |                        |                        |                        |                        | ELIMINATO (4ª puntata) | ELIMINATO (4ª puntata) | ELIMINATO (4ª puntata) | ELIMINATO (4ª puntata) | ELIMINATO (4ª puntata) | ELIMINATO (4ª puntata) | ELIMINATO (4ª puntata) | ELIMINATO (4ª puntata) | ELIMINATO (4ª puntata) | ELIMINATO (4ª puntata) | ELIMINATO (4ª puntata) | ELIMINATO (4ª puntata) | ELIMINATO (4ª puntata) | ELIMINATO (4ª puntata) | ELIMINATO (4ª puntata) | ELIMINATO (4ª puntata) | ELIMINATO (4ª puntata) | ELIMINATO (4ª puntata) | ELIMINATO (4ª puntata) | ELIMINATO (4ª puntata) | ELIMINATO (4ª puntata) | ELIMINATO (4ª puntata) | ELIMINATO (4ª puntata) | ELIMINATO (4ª puntata) | ELIMINATO (4ª puntata) | ELIMINATO (4ª puntata) | ELIMINATO (4ª puntata) | ELIMINATO (4ª puntata) | ELIMINATO (4ª puntata) | ELIMINATO (4ª puntata) | ELIMINATO (4ª puntata) | ELIMINATO (4ª puntata) | rap          |
| 12         |            | Aisha       |            |            | –                      | –                      |                        |                        | N.D.                   |                        |                        | –                      | –                      |                        |                        | N.D.                   |                        |                        |                        |                        |                        |                        | N.D.                   |                        |                        | ELIMINATA (4ª puntata) | ELIMINATA (4ª puntata) | ELIMINATA (4ª puntata) | ELIMINATA (4ª puntata) | ELIMINATA (4ª puntata) | ELIMINATA (4ª puntata) | ELIMINATA (4ª puntata) | ELIMINATA (4ª puntata) | ELIMINATA (4ª puntata) | ELIMINATA (4ª puntata) | ELIMINATA (4ª puntata) | ELIMINATA (4ª puntata) | ELIMINATA (4ª puntata) | ELIMINATA (4ª puntata) | ELIMINATA (4ª puntata) | ELIMINATA (4ª puntata) | ELIMINATA (4ª puntata) | ELIMINATA (4ª puntata) | ELIMINATA (4ª puntata) | ELIMINATA (4ª puntata) | ELIMINATA (4ª puntata) | ELIMINATA (4ª puntata) | ELIMINATA (4ª puntata) | ELIMINATA (4ª puntata) | ELIMINATA (4ª puntata) | ELIMINATA (4ª puntata) | ELIMINATA (4ª puntata) | ELIMINATA (4ª puntata) | ELIMINATA (4ª puntata) | ELIMINATA (4ª puntata) | ELIMINATA (4ª puntata) | ELIMINATA (4ª puntata) | ELIMINATA (4ª puntata) | ELIMINATA (4ª puntata) | ELIMINATA (4ª puntata) | ELIMINATA (4ª puntata) | ELIMINATA (4ª puntata) | cantautorato |
| 13         |            | Leo         |            |            |                        |                        |                        |                        | N.D.                   |                        |                        |                        |                        |                        |                        | N.D.                   |                        |                        |                        |                        |                        |                        |                        | ELIMINATO (3ª puntata) | ELIMINATO (3ª puntata) | ELIMINATO (3ª puntata) | ELIMINATO (3ª puntata) | ELIMINATO (3ª puntata) | ELIMINATO (3ª puntata) | ELIMINATO (3ª puntata) | ELIMINATO (3ª puntata) | ELIMINATO (3ª puntata) | ELIMINATO (3ª puntata) | ELIMINATO (3ª puntata) | ELIMINATO (3ª puntata) | ELIMINATO (3ª puntata) | ELIMINATO (3ª puntata) | ELIMINATO (3ª puntata) | ELIMINATO (3ª puntata) | ELIMINATO (3ª puntata) | ELIMINATO (3ª puntata) | ELIMINATO (3ª puntata) | ELIMINATO (3ª puntata) | ELIMINATO (3ª puntata) | ELIMINATO (3ª puntata) | ELIMINATO (3ª puntata) | ELIMINATO (3ª puntata) | ELIMINATO (3ª puntata) | ELIMINATO (3ª puntata) | ELIMINATO (3ª puntata) | ELIMINATO (3ª puntata) | ELIMINATO (3ª puntata) | ELIMINATO (3ª puntata) | ELIMINATO (3ª puntata) | ELIMINATO (3ª puntata) | ELIMINATO (3ª puntata) | ELIMINATO (3ª puntata) | ELIMINATO (3ª puntata) | ELIMINATO (3ª puntata) | ELIMINATO (3ª puntata) | ELIMINATO (3ª puntata) | ELIMINATO (3ª puntata) | latino       |
| 14         |            | John Erik   | –          | –          |                        |                        |                        |                        | N.D.                   |                        |                        |                        |                        |                        |                        | N.D.                   |                        |                        | ELIMINATO (3ª puntata) | ELIMINATO (3ª puntata) | ELIMINATO (3ª puntata) | ELIMINATO (3ª puntata) | ELIMINATO (3ª puntata) | ELIMINATO (3ª puntata) | ELIMINATO (3ª puntata) | ELIMINATO (3ª puntata) | ELIMINATO (3ª puntata) | ELIMINATO (3ª puntata) | ELIMINATO (3ª puntata) | ELIMINATO (3ª puntata) | ELIMINATO (3ª puntata) | ELIMINATO (3ª puntata) | ELIMINATO (3ª puntata) | ELIMINATO (3ª puntata) | ELIMINATO (3ª puntata) | ELIMINATO (3ª puntata) | ELIMINATO (3ª puntata) | ELIMINATO (3ª puntata) | ELIMINATO (3ª puntata) | ELIMINATO (3ª puntata) | ELIMINATO (3ª puntata) | ELIMINATO (3ª puntata) | ELIMINATO (3ª puntata) | ELIMINATO (3ª puntata) | ELIMINATO (3ª puntata) | ELIMINATO (3ª puntata) | ELIMINATO (3ª puntata) | ELIMINATO (3ª puntata) | ELIMINATO (3ª puntata) | ELIMINATO (3ª puntata) | ELIMINATO (3ª puntata) | ELIMINATO (3ª puntata) | ELIMINATO (3ª puntata) | ELIMINATO (3ª puntata) | ELIMINATO (3ª puntata) | ELIMINATO (3ª puntata) | ELIMINATO (3ª puntata) | ELIMINATO (3ª puntata) | ELIMINATO (3ª puntata) | ELIMINATO (3ª puntata) | ELIMINATO (3ª puntata) | ELIMINATO (3ª puntata) | hip-hop      |
| 15         |            | Christian   |            |            |                        |                        |                        |                        |                        |                        |                        |                        |                        |                        |                        |                        | ELIMINATO (2ª puntata) | ELIMINATO (2ª puntata) | ELIMINATO (2ª puntata) | ELIMINATO (2ª puntata) | ELIMINATO (2ª puntata) | ELIMINATO (2ª puntata) | ELIMINATO (2ª puntata) | ELIMINATO (2ª puntata) | ELIMINATO (2ª puntata) | ELIMINATO (2ª puntata) | ELIMINATO (2ª puntata) | ELIMINATO (2ª puntata) | ELIMINATO (2ª puntata) | ELIMINATO (2ª puntata) | ELIMINATO (2ª puntata) | ELIMINATO (2ª puntata) | ELIMINATO (2ª puntata) | ELIMINATO (2ª puntata) | ELIMINATO (2ª puntata) | ELIMINATO (2ª puntata) | ELIMINATO (2ª puntata) | ELIMINATO (2ª puntata) | ELIMINATO (2ª puntata) | ELIMINATO (2ª puntata) | ELIMINATO (2ª puntata) | ELIMINATO (2ª puntata) | ELIMINATO (2ª puntata) | ELIMINATO (2ª puntata) | ELIMINATO (2ª puntata) | ELIMINATO (2ª puntata) | ELIMINATO (2ª puntata) | ELIMINATO (2ª puntata) | ELIMINATO (2ª puntata) | ELIMINATO (2ª puntata) | ELIMINATO (2ª puntata) | ELIMINATO (2ª puntata) | ELIMINATO (2ª puntata) | ELIMINATO (2ª puntata) | ELIMINATO (2ª puntata) | ELIMINATO (2ª puntata) | ELIMINATO (2ª puntata) | ELIMINATO (2ª puntata) | ELIMINATO (2ª puntata) | ELIMINATO (2ª puntata) | ELIMINATO (2ª puntata) | ELIMINATO (2ª puntata) | hip-hop      |
| 16         |            | Calma       |            |            |                        |                        | –                      | –                      | N.D.                   |                        |                        | ELIMINATO (2ª puntata) | ELIMINATO (2ª puntata) | ELIMINATO (2ª puntata) | ELIMINATO (2ª puntata) | ELIMINATO (2ª puntata) | ELIMINATO (2ª puntata) | ELIMINATO (2ª puntata) | ELIMINATO (2ª puntata) | ELIMINATO (2ª puntata) | ELIMINATO (2ª puntata) | ELIMINATO (2ª puntata) | ELIMINATO (2ª puntata) | ELIMINATO (2ª puntata) | ELIMINATO (2ª puntata) | ELIMINATO (2ª puntata) | ELIMINATO (2ª puntata) | ELIMINATO (2ª puntata) | ELIMINATO (2ª puntata) | ELIMINATO (2ª puntata) | ELIMINATO (2ª puntata) | ELIMINATO (2ª puntata) | ELIMINATO (2ª puntata) | ELIMINATO (2ª puntata) | ELIMINATO (2ª puntata) | ELIMINATO (2ª puntata) | ELIMINATO (2ª puntata) | ELIMINATO (2ª puntata) | ELIMINATO (2ª puntata) | ELIMINATO (2ª puntata) | ELIMINATO (2ª puntata) | ELIMINATO (2ª puntata) | ELIMINATO (2ª puntata) | ELIMINATO (2ª puntata) | ELIMINATO (2ª puntata) | ELIMINATO (2ª puntata) | ELIMINATO (2ª puntata) | ELIMINATO (2ª puntata) | ELIMINATO (2ª puntata) | ELIMINATO (2ª puntata) | ELIMINATO (2ª puntata) | ELIMINATO (2ª puntata) | ELIMINATO (2ª puntata) | ELIMINATO (2ª puntata) | ELIMINATO (2ª puntata) | ELIMINATO (2ª puntata) | ELIMINATO (2ª puntata) | ELIMINATO (2ª puntata) | ELIMINATO (2ª puntata) | ELIMINATO (2ª puntata) | ELIMINATO (2ª puntata) | ELIMINATO (2ª puntata) | cantautorato |
| 17         |            | Gio Montana |            |            |                        |                        |                        |                        |                        | ELIMINATO (1ª puntata) | ELIMINATO (1ª puntata) | ELIMINATO (1ª puntata) | ELIMINATO (1ª puntata) | ELIMINATO (1ª puntata) | ELIMINATO (1ª puntata) | ELIMINATO (1ª puntata) | ELIMINATO (1ª puntata) | ELIMINATO (1ª puntata) | ELIMINATO (1ª puntata) | ELIMINATO (1ª puntata) | ELIMINATO (1ª puntata) | ELIMINATO (1ª puntata) | ELIMINATO (1ª puntata) | ELIMINATO (1ª puntata) | ELIMINATO (1ª puntata) | ELIMINATO (1ª puntata) | ELIMINATO (1ª puntata) | ELIMINATO (1ª puntata) | ELIMINATO (1ª puntata) | ELIMINATO (1ª puntata) | ELIMINATO (1ª puntata) | ELIMINATO (1ª puntata) | ELIMINATO (1ª puntata) | ELIMINATO (1ª puntata) | ELIMINATO (1ª puntata) | ELIMINATO (1ª puntata) | ELIMINATO (1ª puntata) | ELIMINATO (1ª puntata) | ELIMINATO (1ª puntata) | ELIMINATO (1ª puntata) | ELIMINATO (1ª puntata) | ELIMINATO (1ª puntata) | ELIMINATO (1ª puntata) | ELIMINATO (1ª puntata) | ELIMINATO (1ª puntata) | ELIMINATO (1ª puntata) | ELIMINATO (1ª puntata) | ELIMINATO (1ª puntata) | ELIMINATO (1ª puntata) | ELIMINATO (1ª puntata) | ELIMINATO (1ª puntata) | ELIMINATO (1ª puntata) | ELIMINATO (1ª puntata) | ELIMINATO (1ª puntata) | ELIMINATO (1ª puntata) | ELIMINATO (1ª puntata) | ELIMINATO (1ª puntata) | ELIMINATO (1ª puntata) | ELIMINATO (1ª puntata) | ELIMINATO (1ª puntata) | ELIMINATO (1ª puntata) | ELIMINATO (1ª puntata) | cantautorato |
| 18         |            | Alice       |            |            | ELIMINATA (1ª puntata) | ELIMINATA (1ª puntata) | ELIMINATA (1ª puntata) | ELIMINATA (1ª puntata) | ELIMINATA (1ª puntata) | ELIMINATA (1ª puntata) | ELIMINATA (1ª puntata) | ELIMINATA (1ª puntata) | ELIMINATA (1ª puntata) | ELIMINATA (1ª puntata) | ELIMINATA (1ª puntata) | ELIMINATA (1ª puntata) | ELIMINATA (1ª puntata) | ELIMINATA (1ª puntata) | ELIMINATA (1ª puntata) | ELIMINATA (1ª puntata) | ELIMINATA (1ª puntata) | ELIMINATA (1ª puntata) | ELIMINATA (1ª puntata) | ELIMINATA (1ª puntata) | ELIMINATA (1ª puntata) | ELIMINATA (1ª puntata) | ELIMINATA (1ª puntata) | ELIMINATA (1ª puntata) | ELIMINATA (1ª puntata) | ELIMINATA (1ª puntata) | ELIMINATA (1ª puntata) | ELIMINATA (1ª puntata) | ELIMINATA (1ª puntata) | ELIMINATA (1ª puntata) | ELIMINATA (1ª puntata) | ELIMINATA (1ª puntata) | ELIMINATA (1ª puntata) | ELIMINATA (1ª puntata) | ELIMINATA (1ª puntata) | ELIMINATA (1ª puntata) | ELIMINATA (1ª puntata) | ELIMINATA (1ª puntata) | ELIMINATA (1ª puntata) | ELIMINATA (1ª puntata) | ELIMINATA (1ª puntata) | ELIMINATA (1ª puntata) | ELIMINATA (1ª puntata) | ELIMINATA (1ª puntata) | ELIMINATA (1ª puntata) | ELIMINATA (1ª puntata) | ELIMINATA (1ª puntata) | ELIMINATA (1ª puntata) | ELIMINATA (1ª puntata) | ELIMINATA (1ª puntata) | ELIMINATA (1ª puntata) | ELIMINATA (1ª puntata) | ELIMINATA (1ª puntata) | ELIMINATA (1ª puntata) | ELIMINATA (1ª puntata) | ELIMINATA (1ª puntata) | ELIMINATA (1ª puntata) | ELIMINATA (1ª puntata) | ballo        |

### Podio generale
|         |       |        |  |       |
|         |       |        |  | 4º    |
|         | Luigi |        |  | Alex  |
| Michele | Luigi |        |  | 5º    |
| Michele | 1º    | Serena |  | Sissi |
| 2º      | 1º    | Serena |  | 6º    |
| 2º      | 1º    | 3º     |  | Albe  |

### Podio canto
|      |       |    |  |      |
|      |       |    |  | 4º   |
|      | Luigi |    |  | Albe |
| Alex | Luigi |    |  |      |
| 1º   | Sissi |    |  |      |
| 1º   | Sissi | 2º |  |      |
| 1º   | 3º    |    |  |      |

### Podio danza
|        |         |    |  |        |
|        |         |    |  | 4º     |
|        | Michele |    |  | Nunzio |
| Serena | Michele |    |  |        |
| 1º     | Dario   |    |  |        |
| 1º     | Dario   | 2º |  |        |
| 1º     | 3º      |    |  |        |

## Tabellone delle esibizioni

### 1ª puntata
La prima puntata del serale è andata in onda sabato 19 marzo 2022.
Dopo l'estrazione a sorte della squadra che incomincerà la prima manche, quest'ultima indicherà a sua volta la squadra da voler sfidare.

#### Prima partita
Nella prima manche la squadra Zerbi-Celentano decide di sfidare la squadra Pettinelli-Peparini.
| PROVA    | SQUADRA ZERBI-CELENTANO | SQUADRA ZERBI-CELENTANO                                               | PUNTI | PUNTI | SQUADRA PETTINELLI-PEPARINI | SQUADRA PETTINELLI-PEPARINI |
| -------- | ----------------------- | --------------------------------------------------------------------- | ----- | ----- | --------------------------- | --------------------------- |
| I        | Luigi                   | Rumore                                                                | 1     | 0     | Albe                        | Uptown funk                 |
| II       | Calma e LDA             | Vento d'estate                                                        | 0     | 1     | John Erik                   | Crazy little thing          |
| III      | Luigi                   | Comparata CANTO - Medley My Sharona / Musica Leggerissima / The Twist | 1     | 0     | Crytical                    | [ N 3 ]                     |
| VITTORIA | SQUADRA ZERBI-CELENTANO | SQUADRA ZERBI-CELENTANO                                               | 2     | 1     | SQUADRA PETTINELLI-PEPARINI | SQUADRA PETTINELLI-PEPARINI |

##### Girone "In eliminazione"
Al termine della prima partita, a proporre i 3 nomi da mandare a rischio eliminazione, che successivamente decreterà il primo eliminato di puntata, saranno solo i professori.
| CONCORRENTE | ESITO                  |
| ----------- | ---------------------- |
| ALICE       | A rischio eliminazione |
| DARIO       | A rischio eliminazione |
| ALBE        | A rischio eliminazione |
| CRYTICAL    | Salvato                |
| JOHN ERIK   | Salvato                |

#### Eliminazione
I tre candidati all'eliminazione si sfidano inizialmente per essere salvati dalla giuria.
| PROVA    | DARIO       | ALBE                | ALICE |
| -------- | ----------- | ------------------- | ----- |
| I        | I feel good | Millevoci (inedito) | Marzo |
| VITTORIA | DARIO       | DARIO               | DARIO |

Successivamente, i due candidati all'eliminazione rimasti si sfidano nuovamente per decretare il primo eliminato di puntata.
| PROVA    | ALBE                     | ALICE                          |
| -------- | ------------------------ | ------------------------------ |
| I        | Nessuno mi può giudicare | Quello che le donne non dicono |
| VITTORIA | ALBE                     | ALICE                          |

#### Seconda partita
Nella seconda manche la squadra Zerbi-Celentano decide di sfidare la squadra Cuccarini-Todaro.
| PROVA    | SQUADRA ZERBI-CELENTANO | SQUADRA ZERBI-CELENTANO                   | PUNTI     | PUNTI     | SQUADRA CUCCARINI-TODARO | SQUADRA CUCCARINI-TODARO               |
| -------- | ----------------------- | ----------------------------------------- | --------- | --------- | ------------------------ | -------------------------------------- |
| I        | Luigi                   | A horse with no name                      | 1         | 0         | Alex                     | Sogna ragazzo sogna                    |
| II       | Michele                 | Variazione La Bayadère - V Atto (Allegro) | ANNULLATA | ANNULLATA | Corale                   | Don't stop me now                      |
| III      | Michele e Carola        | Comparata BALLO You & me                  | ANNULLATA | ANNULLATA | Christian e Serena       | Comparata BALLO You & me               |
| IV       | Carola                  | Comparata BALLO Straight to number one    | 0         | 1         | Serena                   | Comparata BALLO Straight to number one |
| V        | Carola e Michele        | Ovunque sarai                             | 1         | 0         | Aisha e Sissi            | Marvin Gaye                            |
| VITTORIA | SQUADRA ZERBI-CELENTANO | SQUADRA ZERBI-CELENTANO                   | 2         | 1         | SQUADRA CUCCARINI-TODARO | SQUADRA CUCCARINI-TODARO               |

##### Girone "In eliminazione"
Al termine della seconda partita, a proporre i 3 nomi da mandare a rischio eliminazione, che successivamente decreterà il primo eliminato provvisorio di puntata, saranno solo i professori.
| CONCORRENTE | ESITO                  |
| ----------- | ---------------------- |
| CHRISTIAN   | A rischio eliminazione |
| NUNZIO      | A rischio eliminazione |
| SISSI       | A rischio eliminazione |
| AISHA       | Salvata                |
| ALEX        | Salvato                |
| SERENA      | Salvata                |

Successivamente i tre candidati a rischio eliminazione, si sfidano per decretare l'eliminato provvisorio della manche.
| PROVA    | NUNZIO   | SISSI                       | CHRISTIAN |
| -------- | -------- | --------------------------- | --------- |
| I        | La Bomba | E non finisce mica il cielo | Freedom   |
| VITTORIA | SISSI    | NUNZIO                      | CHRISTIAN |

#### Terza partita
Nella terza manche la squadra Zerbi-Celentano decide di sfidare, nuovamente, la squadra Cuccarini-Todaro.
| PROVA    | SQUADRA ZERBI-CELENTANO  | SQUADRA ZERBI-CELENTANO  | PUNTI | PUNTI | SQUADRA CUCCARINI-TODARO | SQUADRA CUCCARINI-TODARO |
| -------- | ------------------------ | ------------------------ | ----- | ----- | ------------------------ | ------------------------ |
| I        | Leo                      | Mamacita                 | 0     | 1     | Sissi                    | I am what I am           |
| II       | LDA                      | Comparata CANTO Che sarà | 1     | 0     | Alex                     | Comparata CANTO Che sarà |
| III      | Luigi e LDA              | Ho messo via             | 0     | 1     | Serena                   | Maria                    |
| VITTORIA | SQUADRA CUCCARINI-TODARO | SQUADRA CUCCARINI-TODARO | 2     | 1     | SQUADRA ZERBI-CELENTANO  | SQUADRA ZERBI-CELENTANO  |

##### Girone "In eliminazione"
Al termine della terza partita, a proporre i 3 nomi da mandare a rischio eliminazione, che successivamente decreterà il secondo eliminato provvisorio, saranno solo i professori.
| CONCORRENTE | ESITO                  |
| ----------- | ---------------------- |
| GIO MONTANA | A rischio eliminazione |
| LEO         | A rischio eliminazione |
| LDA         | A rischio eliminazione |
| CALMA       | Salvato                |
| LUIGI       | Salvato                |
| CAROLA      | Salvata                |
| MICHELE     | Salvato                |

Successivamente i tre candidati a rischio eliminazione, si sfidano per decretare l'eliminato provvisorio della manche.
| PROVA    | LDA                          | LEO                | GIO MONTANA |
| -------- | ---------------------------- | ------------------ | ----------- |
| I        | Quello che fa male (inedito) | Una notte a Napoli | La bambola  |
| VITTORIA | LDA                          | LEO                | GIO MONTANA |

#### Ballottaggio
Al termine dei due gironi ad eliminazione provvisoria, relativi alla seconda e terza manche, si disputa il ballottaggio finale che decreterà il secondo eliminato di puntata.
| PROVA    | CHRISTIAN                                  | GIO MONTANA                |
| -------- | ------------------------------------------ | -------------------------- |
| I        | Gonna make you sweat (everybody dance now) | Sotto la pioggia (inedito) |
| VITTORIA | CHRISTIAN                                  | GIO MONTANA                |

### 2ª puntata
La seconda puntata del serale è andata in onda sabato 26 marzo 2022.
Dopo l'estrazione a sorte della squadra che incomincerà la prima manche, quest'ultima indicherà a sua volta la squadra da voler sfidare.

#### Prima partita
Nella prima manche la squadra Zerbi-Celentano decide di sfidare la squadra Cuccarini-Todaro.
| PROVA    | SQUADRA ZERBI-CELENTANO  | SQUADRA ZERBI-CELENTANO  | PUNTI | PUNTI | SQUADRA CUCCARINI-TODARO | SQUADRA CUCCARINI-TODARO |
| -------- | ------------------------ | ------------------------ | ----- | ----- | ------------------------ | ------------------------ |
| I        | Luigi e LDA              | Per colpa di chi         | 0     | 1     | Sissi e Alex             | Just give me a reason    |
| II       | Michele e Leo            | Comparata BALLO Flamenco | 1     | 0     | Christian e Nunzio       | Comparata BALLO Flamenco |
| III      | Carola                   | Pump it                  | 0     | 1     | Aisha                    | Ain't no other man       |
| VITTORIA | SQUADRA CUCCARINI-TODARO | SQUADRA CUCCARINI-TODARO | 2     | 1     | SQUADRA ZERBI-CELENTANO  | SQUADRA ZERBI-CELENTANO  |

##### Girone "In eliminazione"
Al termine della prima partita, a proporre i 3 nomi da mandare a rischio eliminazione, che successivamente decreterà il primo eliminato di puntata, saranno solo i professori.
| CONCORRENTE | ESITO                  |
| ----------- | ---------------------- |
| CALMA       | A rischio eliminazione |
| LEO         | A rischio eliminazione |
| LUIGI       | A rischio eliminazione |
| LDA         | Salvato                |
| CAROLA      | Salvata                |
| MICHELE     | Salvato                |

#### Eliminazione
I tre candidati all'eliminazione si sfidano inizialmente per essere salvati dalla giuria.
| PROVA    | LUIGI          | LEO         | CALMA             |
| -------- | -------------- | ----------- | ----------------- |
| I        | Muro (inedito) | España Cani | Routine (inedito) |
| VITTORIA | LUIGI          | LUIGI       | LUIGI             |

Successivamente, i due candidati all'eliminazione rimasti si sfidano nuovamente per decretare il primo eliminato di puntata.
| PROVA    | LEO   | CALMA      |
| -------- | ----- | ---------- |
| I        | Faith | Le ragazze |
| VITTORIA | LEO   | CALMA      |

#### Seconda partita
Nella seconda manche la squadra Cuccarini-Todaro decide di sfidare la squadra Zerbi-Celentano.
| PROVA    | SQUADRA CUCCARINI-TODARO | SQUADRA CUCCARINI-TODARO  | PUNTI | PUNTI | SQUADRA ZERBI-CELENTANO  | SQUADRA ZERBI-CELENTANO   |
| -------- | ------------------------ | ------------------------- | ----- | ----- | ------------------------ | ------------------------- |
| I        | Nunzio e Serena          | Comparata BALLO Magalenha | 1     | 0     | Leo e Carola             | Comparata BALLO Magalenha |
| II       | Corale                   | Dynamite                  | 0     | 1     | LDA                      | Vorrei                    |
| III      | Christian                | 24K Magic                 | 0     | 1     | Luigi                    | Un tempo piccolo          |
| VITTORIA | SQUADRA ZERBI-CELENTANO  | SQUADRA ZERBI-CELENTANO   | 2     | 1     | SQUADRA CUCCARINI-TODARO | SQUADRA CUCCARINI-TODARO  |

##### Girone "In eliminazione"
Al termine della seconda partita, a proporre i 3 nomi da mandare a rischio eliminazione, che successivamente decreterà il primo eliminato provvisorio di puntata, saranno solo i professori.
| CONCORRENTE | ESITO                  |
| ----------- | ---------------------- |
| CHRISTIAN   | A rischio eliminazione |
| NUNZIO      | A rischio eliminazione |
| ALEX        | A rischio eliminazione |
| AISHA       | Salvata                |
| SISSI       | Salvata                |
| SERENA      | Salvata                |

Successivamente i tre candidati a rischio eliminazione, si sfidano per decretare l'eliminato provvisorio della manche.
| PROVA    | ALEX               | NUNZIO         | CHRISTIAN   |
| -------- | ------------------ | -------------- | ----------- |
| I        | I won't let you go | Por una cabeza | Stand by me |
| VITTORIA | ALEX               | NUNZIO         | CHRISTIAN   |

#### Terza partita
Nella terza manche la squadra Zerbi-Celentano decide di sfidare la squadra Pettinelli-Peparini.
| PROVA    | SQUADRA ZERBI-CELENTANO | SQUADRA ZERBI-CELENTANO                                       | PUNTI     | PUNTI     | SQUADRA PETTINELLI-PEPARINI | SQUADRA PETTINELLI-PEPARINI                                   |
| -------- | ----------------------- | ------------------------------------------------------------- | --------- | --------- | --------------------------- | ------------------------------------------------------------- |
| I        | Luigi                   | Comparata CANTO Concedimi / Destri / La genesi del tuo colore | ANNULLATA | ANNULLATA | Crytical                    | Comparata CANTO Concedimi / Destri / La genesi del tuo colore |
| II       | Michele                 | Variazione Flammes de Paris - Pas de deux (Philippe)          | 1         | 0         | Crytical e Albe             | Stay                                                          |
| III      | LDA                     | Una direzione giusta                                          | 1         | 0         | Dario                       | La casa azul                                                  |
| VITTORIA | SQUADRA ZERBI-CELENTANO | SQUADRA ZERBI-CELENTANO                                       | 2         | 0         | SQUADRA PETTINELLI-PEPARINI | SQUADRA PETTINELLI-PEPARINI                                   |

##### Girone "In eliminazione"
Al termine della terza partita, a proporre i 3 nomi da mandare a rischio eliminazione, che successivamente decreterà il secondo eliminato provvisorio di puntata, saranno solo i professori.
| CONCORRENTE | ESITO                  |
| ----------- | ---------------------- |
| ALBE        | A rischio eliminazione |
| JOHN ERIK   | A rischio eliminazione |
| CRYTICAL    | A rischio eliminazione |
| DARIO       | Salvato                |

Successivamente i tre candidati a rischio eliminazione, si sfidano per decretare l'eliminato provvisorio della manche.
| PROVA    | ALBE                | JOHN ERIK      | CRYTICAL                          |
| -------- | ------------------- | -------------- | --------------------------------- |
| I        | Giravolte (inedito) | Penso positivo | Le mie parole sono armi (inedito) |
| VITTORIA | ALBE                | JOHN ERIK      | CRYTICAL                          |

#### Ballottaggio
Al termine dei due gironi ad eliminazione provvisoria, relativi alla seconda e terza manche, si disputa il ballottaggio finale che decreterà il secondo eliminato di puntata.
| PROVA    | CHRISTIAN         | CRYTICAL                |
| -------- | ----------------- | ----------------------- |
| I        | Inverno dei fiori | Casa mia (inedito)      |
| II       | Ego               | La mia ragazza è magica |
| VITTORIA | CRYTICAL          | CHRISTIAN               |

### 3ª puntata
La terza puntata del serale è andata in onda sabato 2 aprile 2022.
Dopo l'estrazione a sorte della squadra che incomincerà la prima manche, quest'ultima indicherà a sua volta la squadra da voler sfidare.

#### Prima partita
Nella prima manche la squadra Cuccarini-Todaro decide di sfidare la squadra Pettinelli-Peparini.
| PROVA    | SQUADRA CUCCARINI-TODARO | SQUADRA CUCCARINI-TODARO      | PUNTI | PUNTI | SQUADRA PETTINELLI-PEPARINI | SQUADRA PETTINELLI-PEPARINI |
| -------- | ------------------------ | ----------------------------- | ----- | ----- | --------------------------- | --------------------------- |
| I        | Sissi                    | Can't take my eyes off of you | 1     | 0     | Dario e John Erik           | Il barbiere di Siviglia     |
| II       | Nunzio e Serena          | Santa María (Del Buen Ayre)   | 1     | 0     | Albe                        | Non voglio mica la luna     |
| VITTORIA | SQUADRA CUCCARINI-TODARO | SQUADRA CUCCARINI-TODARO      | 2     | 0     | SQUADRA PETTINELLI-PEPARINI | SQUADRA PETTINELLI-PEPARINI |

##### Girone "In eliminazione"
Al termine della prima partita, a proporre i 3 nomi da mandare a rischio eliminazione, che successivamente decreterà il primo eliminato di puntata, saranno solo i professori.
| CONCORRENTE | ESITO                  |
| ----------- | ---------------------- |
| JOHN ERIK   | A rischio eliminazione |
| CRYTICAL    | A rischio eliminazione |
| ALBE        | A rischio eliminazione |
| DARIO       | Salvato                |

#### Eliminazione
I tre candidati all'eliminazione si sfidano inizialmente per essere salvati dalla giuria.
| PROVA    | ALBE        | JOHN ERIK               | CRYTICAL |
| -------- | ----------- | ----------------------- | -------- |
| I        | Cheerleader | Strangers in the nights | Reality  |
| VITTORIA | ALBE        | ALBE                    | ALBE     |

Successivamente, i due candidati all'eliminazione rimasti si sfidano nuovamente per decretare il primo eliminato di puntata.
| PROVA    | JOHN ERIK           | CRYTICAL       |
| -------- | ------------------- | -------------- |
| I        | Hold back the river | All night long |
| VITTORIA | CRYTICAL            | JOHN ERIK      |

#### Seconda partita
Nella seconda manche la squadra Cuccarini-Todaro decide di sfidare la squadra Zerbi-Celentano.
| PROVA    | SQUADRA CUCCARINI-TODARO | SQUADRA CUCCARINI-TODARO | PUNTI | PUNTI | SQUADRA ZERBI-CELENTANO  | SQUADRA ZERBI-CELENTANO  |
| -------- | ------------------------ | ------------------------ | ----- | ----- | ------------------------ | ------------------------ |
| I        | Alex                     | Dedicato                 | 0     | 1     | Luigi                    | Hot stuff                |
| II       | Sissi                    | Beautiful that way       | 1     | 0     | Carola                   | In cerca di te           |
| III      | Corale                   | Man in the mirror        | 0     | 1     | Michele                  | Wallah                   |
| VITTORIA | SQUADRA ZERBI-CELENTANO  | SQUADRA ZERBI-CELENTANO  | 2     | 1     | SQUADRA CUCCARINI-TODARO | SQUADRA CUCCARINI-TODARO |

##### Girone "In eliminazione"
Al termine della seconda partita, a proporre i 3 nomi da mandare a rischio eliminazione, che successivamente decreterà il primo eliminato provvisorio di puntata, saranno solo i professori.
| CONCORRENTE | ESITO                  |
| ----------- | ---------------------- |
| AISHA       | A rischio eliminazione |
| NUNZIO      | A rischio eliminazione |
| SISSI       | A rischio eliminazione |
| ALEX        | Salvato                |
| SERENA      | Salvata                |

Successivamente i tre candidati a rischio eliminazione, si sfidano per decretare l'eliminato provvisorio della manche.
| PROVA    | NUNZIO    | SISSI              | AISHA              |
| -------- | --------- | ------------------ | ------------------ |
| I        | La Grange | Danshari (inedito) | You are the reason |
| VITTORIA | SISSI     | AISHA              | NUNZIO             |

#### Terza partita
Nella terza manche la squadra Zerbi-Celentano decide di sfidare la squadra Cuccarini-Todaro.
| PROVA    | SQUADRA ZERBI-CELENTANO  | SQUADRA ZERBI-CELENTANO  | PUNTI | PUNTI | SQUADRA CUCCARINI-TODARO | SQUADRA CUCCARINI-TODARO |
| -------- | ------------------------ | ------------------------ | ----- | ----- | ------------------------ | ------------------------ |
| I        | Luigi                    | Comparata CANTO Sex bomb | 1     | 0     | Alex                     | Comparata CANTO Sex bomb |
| II       | Leo e Carola             | Mil pasos                | 0     | 1     | Sissi e Alex             | Shallow                  |
| III      | Luigi e LDA              | Tutti frutti             | 0     | 1     | Serena e Sissi           | Think                    |
| VITTORIA | SQUADRA CUCCARINI-TODARO | SQUADRA CUCCARINI-TODARO | 2     | 1     | SQUADRA ZERBI-CELENTANO  | SQUADRA ZERBI-CELENTANO  |

##### Girone "In eliminazione"
Al termine della terza partita, a proporre i 3 nomi da mandare a rischio eliminazione, che successivamente decreterà il secondo eliminato provvisorio di puntata, saranno solo i professori.
| CONCORRENTE | ESITO                  |
| ----------- | ---------------------- |
| LEO         | A rischio eliminazione |
| LDA         | A rischio eliminazione |
| LUIGI       | A rischio eliminazione |
| CAROLA      | Salvata                |
| MICHELE     | Salvato                |

Successivamente i tre candidati a rischio eliminazione, si sfidano per decretare l'eliminato provvisorio della manche.
| PROVA    | LUIGI           | LEO       | LDA                         |
| -------- | --------------- | --------- | --------------------------- |
| I        | Tondo (inedito) | Relax Max | Io volevo solo te (inedito) |
| VITTORIA | LUIGI           | LDA       | LEO                         |

#### Ballottaggio
Al termine dei due gironi ad eliminazione provvisoria, relativi alla seconda e terza manche, si disputa il ballottaggio finale che decreterà il secondo eliminato di puntata.
| PROVA    | NUNZIO                   | LEO                                                              |
| -------- | ------------------------ | ---------------------------------------------------------------- |
| I        | L'importante è finire    | Medley Quizas, quizas, quizas / Mi confesion / Beethoven Scherzo |
| II       | Baila me                 | Carina                                                           |
| III      | He’s a pirate            | Don't let me be misunderstood                                    |
| IV       | Improvvisazione Mi gente | Improvvisazione Get busy                                         |
| VITTORIA | NUNZIO                   | LEO                                                              |

### 4ª puntata
La quarta puntata del serale è andata in onda sabato 9 aprile 2022. 
Dopo l'estrazione a sorte della squadra che incomincerà la prima manche, quest'ultima indicherà a sua volta la squadra da voler sfidare.

#### Prima partita
Nella prima manche la squadra Zerbi-Celentano decide di sfidare la squadra Cuccarini-Todaro.
| PROVA    | SQUADRA ZERBI-CELENTANO | SQUADRA ZERBI-CELENTANO        | PUNTI     | PUNTI     | SQUADRA CUCCARINI-TODARO | SQUADRA CUCCARINI-TODARO       |
| -------- | ----------------------- | ------------------------------ | --------- | --------- | ------------------------ | ------------------------------ |
| I        | LDA                     | Good times                     | 1         | 0         | Nunzio                   | Kairos                         |
| II       | Carola e Michele        | You & me                       | ANNULLATA | ANNULLATA | Sissi                    | Crazy                          |
| III      | Luigi                   | Comparata CANTO Signor Tenente | 1         | 0         | Alex                     | Comparata CANTO Signor Tenente |
| VITTORIA | SQUADRA ZERBI-CELENTANO | SQUADRA ZERBI-CELENTANO        | 2         | 0         | SQUADRA CUCCARINI-TODARO | SQUADRA CUCCARINI-TODARO       |

##### Girone "In eliminazione"
Al termine della prima partita, a proporre i 3 nomi da mandare a rischio eliminazione, che successivamente decreterà il primo eliminato di puntata, saranno solo i professori.
| CONCORRENTE | ESITO                  |
| ----------- | ---------------------- |
| AISHA       | A rischio eliminazione |
| ALEX        | A rischio eliminazione |
| SISSI       | A rischio eliminazione |
| NUNZIO      | Salvato                |
| SERENA      | Salvata                |

#### Eliminazione
I tre candidati all'eliminazione si sfidano inizialmente per essere salvati dalla giuria.
| PROVA    | AISHA                 | ALEX                              | SISSI                       |
| -------- | --------------------- | --------------------------------- | --------------------------- |
| I        | Buenos dias (inedito) | Senza chiedere permesso (inedito) | Girls just want to have fun |
| VITTORIA | SISSI                 | SISSI                             | SISSI                       |

Successivamente, i due candidati all'eliminazione rimasti si sfidano nuovamente per decretare il primo eliminato di puntata.
| PROVA    | ALEX  | AISHA             |
| -------- | ----- | ----------------- |
| I        | Shine | Someone you loved |
| VITTORIA | ALEX  | AISHA             |

#### Seconda partita
Nella seconda manche la squadra Zerbi-Celentano decide di sfidare nuovamente la squadra Cuccarini-Todaro.
| PROVA    | SQUADRA ZERBI-CELENTANO | SQUADRA ZERBI-CELENTANO | PUNTI | PUNTI | SQUADRA CUCCARINI-TODARO | SQUADRA CUCCARINI-TODARO |
| -------- | ----------------------- | ----------------------- | ----- | ----- | ------------------------ | ------------------------ |
| I        | LDA e Luigi             | Help                    | 0     | 1     | Alex                     | Let it be                |
| II       | LDA                     | Rose rosse              | 1     | 0     | Serena e Nunzio          | Tuca Tuca                |
| III      | Michele                 | Human                   | 1     | 0     | Sissi                    | Imbranato                |
| VITTORIA | SQUADRA ZERBI-CELENTANO | SQUADRA ZERBI-CELENTANO | 2     | 1     | SQUADRA CUCCARINI-TODARO | SQUADRA CUCCARINI-TODARO |

##### Girone "In eliminazione"
Al termine della seconda partita, a proporre i 3 nomi da mandare a rischio eliminazione, che successivamente decreterà il primo eliminato provvisorio, saranno solo i professori.
| CONCORRENTE | ESITO                  |
| ----------- | ---------------------- |
| SERENA      | A rischio eliminazione |
| NUNZIO      | A rischio eliminazione |
| ALEX        | A rischio eliminazione |
| SISSI       | Salvata                |

Successivamente i tre candidati a rischio eliminazione si sfidano per decretare l'eliminato provvisorio della seconda manche.
| PROVA    | NUNZIO                       | SERENA                  | ALEX   |
| -------- | ---------------------------- | ----------------------- | ------ |
| I        | Bongo Cha Cha Cha (Goodboys) | Una poesia anche per te | Angels |
| VITTORIA | ALEX                         | SERENA                  | NUNZIO |

#### Terza partita
Nella terza manche la squadra Zerbi-Celentano decide di sfidare la squadra Pettinelli-Peparini.
| PROVA    | SQUADRA ZERBI-CELENTANO | SQUADRA ZERBI-CELENTANO                                | PUNTI | PUNTI | SQUADRA PETTINELLI-PEPARINI | SQUADRA PETTINELLI-PEPARINI                            |
| -------- | ----------------------- | ------------------------------------------------------ | ----- | ----- | --------------------------- | ------------------------------------------------------ |
| I        | Luigi                   | Comprami                                               | 0     | 1     | Albe e Crytical             | Ti porto via con me                                    |
| II       | Michele                 | Comparata BALLO Gold                                   | 1     | 0     | Dario                       | Comparata BALLO Gold                                   |
| III      | Luigi                   | Comparata CANTO - Medley Fenomeno / Ti volevo dedicare | 1     | 0     | Crytical                    | Comparata CANTO - Medley Fenomeno / Ti volevo dedicare |
| VITTORIA | SQUADRA ZERBI-CELENTANO | SQUADRA ZERBI-CELENTANO                                | 2     | 1     | SQUADRA PETTINELLI-PEPARINI | SQUADRA PETTINELLI-PEPARINI                            |

##### Girone "In eliminazione"
Al termine della terza partita, i tre concorrenti della squadra Pettinelli-Peparini sono tutti a rischio eliminazione.
| CONCORRENTE | ESITO                  |
| ----------- | ---------------------- |
| ALBE        | A rischio eliminazione |
| CRYTICAL    | A rischio eliminazione |
| DARIO       | A rischio eliminazione |

Successivamente i tre candidati a rischio eliminazione si sfidano per decretare l'eliminato provvisorio della terza manche.
| PROVA    | ALBE         | DARIO          | CRYTICAL |
| -------- | ------------ | -------------- | -------- |
| I        | Che cosa c’è | Friend like me | Un senso |
| VITTORIA | DARIO        | ALBE           | CRYTICAL |

#### Ballottaggio
Al termine dei due gironi ad eliminazione provvisoria, relativi alla seconda e terza manche, si disputa il ballottaggio finale che decreterà il secondo eliminato di puntata.
| PROVA    | CRYTICAL                          | NUNZIO       |
| -------- | --------------------------------- | ------------ |
| I        | Le mie parole sono armi (inedito) | La mordidita |
| II       | Il favoloso mondo di Amelie       | Asturias     |
| VITTORIA | NUNZIO                            | CRYTICAL     |

### 5ª puntata
La quinta puntata del serale è andata in onda sabato 16 aprile 2022.
Dopo l'estrazione a sorte della squadra che incomincerà la prima manche, quest’ultima indicherà a sua volta la squadra da voler sfidare.

#### Prima partita
Nella prima manche la squadra Pettinelli-Peparini decide di sfidare la squadra Zerbi-Celentano.
| PROVA    | SQUADRA PETTINELLI-PEPARINI | SQUADRA PETTINELLI-PEPARINI                                    | PUNTI | PUNTI | SQUADRA ZERBI-CELENTANO     | SQUADRA ZERBI-CELENTANO                                        |
| -------- | --------------------------- | -------------------------------------------------------------- | ----- | ----- | --------------------------- | -------------------------------------------------------------- |
| I        | Albe                        | Cosa resterà di questi anni 80                                 | 1     | 0     | LDA                         | Niente paura                                                   |
| II       | Dario                       | Comparata BALLO - Medley Sorry / L'essenziale / Cry me a river | 0     | 1     | Michele                     | Comparata BALLO - Medley Sorry / L'essenziale / Cry me a river |
| III      | Dario                       | Rhythm nation                                                  | 0     | 1     | Luigi                       | L'ombelico del mondo                                           |
| VITTORIA | SQUADRA ZERBI-CELENTANO     | SQUADRA ZERBI-CELENTANO                                        | 2     | 1     | SQUADRA PETTINELLI-PEPARINI | SQUADRA PETTINELLI-PEPARINI                                    |

##### Girone "In eliminazione"
Al termine della prima partita, i due concorrenti della squadra Pettinelli-Peparini sono entrambi a rischio eliminazione.
| CONCORRENTE | ESITO                  |
| ----------- | ---------------------- |
| ALBE        | A rischio eliminazione |
| DARIO       | A rischio eliminazione |

Successivamente, i due candidati a rischio eliminazione si sfidano per decretare l'eliminato provvisorio della prima manche.
| PROVA    | ALBE                | DARIO    |
| -------- | ------------------- | -------- |
| I        | Giravolte (inedito) | Titanium |
| VITTORIA | ALBE                | DARIO    |

#### Seconda partita
Nella seconda manche la squadra Zerbi-Celentano decide di sfidare la squadra Cuccarini-Todaro.
| PROVA    | SQUADRA ZERBI-CELENTANO | SQUADRA ZERBI-CELENTANO                                 | PUNTI | PUNTI | SQUADRA CUCCARINI-TODARO | SQUADRA CUCCARINI-TODARO |
| -------- | ----------------------- | ------------------------------------------------------- | ----- | ----- | ------------------------ | ------------------------ |
| I        | Luigi                   | Un'emozione da poco                                     | 1     | 0     | Nunzio                   | The rhythm is magic      |
| II       | LDA                     | Medley Tu sei l'unica donna per me / Figli delle stelle | 0     | 1     | Serena e Alex            | Amati sempre             |
| III      | Michele                 | Variazione Le Corsaire - II Atto (Allegro)              | 1     | 0     | Alex                     | Sono solo parole         |
| VITTORIA | SQUADRA ZERBI-CELENTANO | SQUADRA ZERBI-CELENTANO                                 | 2     | 1     | SQUADRA CUCCARINI-TODARO | SQUADRA CUCCARINI-TODARO |

##### Girone "In eliminazione"
Al termine della seconda partita, a proporre i 3 nomi da mandare a rischio eliminazione, che successivamente decreterà il secondo eliminato provvisorio, saranno solo i professori.
| CONCORRENTE | ESITO                  |
| ----------- | ---------------------- |
| SERENA      | A rischio eliminazione |
| ALEX        | A rischio eliminazione |
| SISSI       | A rischio eliminazione |
| NUNZIO      | Salvato                |

Successivamente, i tre candidati a rischio eliminazione si sfidano per decretare l'eliminato provvisorio della seconda manche.
| PROVA    | SISSI              | SERENA    | ALEX                              |
| -------- | ------------------ | --------- | --------------------------------- |
| I        | Dove sei (inedito) | Ciao ciao | Senza chiedere permesso (inedito) |
| VITTORIA | SISSI              | ALEX      | SERENA                            |

#### Terza partita
Nella terza manche la squadra Zerbi-Celentano decide di sfidare la squadra Cuccarini-Todaro.
| PROVA    | SQUADRA ZERBI-CELENTANO  | SQUADRA ZERBI-CELENTANO  | PUNTI | PUNTI | SQUADRA CUCCARINI-TODARO | SQUADRA CUCCARINI-TODARO |
| -------- | ------------------------ | ------------------------ | ----- | ----- | ------------------------ | ------------------------ |
| I        | Luigi                    | La pelle nera            | 1     | 0     | Nunzio                   | Cell block tango         |
| II       | LDA                      | Tu vuo' fa' l'americano  | 0     | 1     | Sissi                    | Vedrai vedrai            |
| III      | Michele e Carola         | Bad guy                  | 0     | 1     | Alex e Sissi             | One                      |
| VITTORIA | SQUADRA CUCCARINI-TODARO | SQUADRA CUCCARINI-TODARO | 2     | 1     | SQUADRA ZERBI-CELENTANO  | SQUADRA ZERBI-CELENTANO  |

##### Girone "In eliminazione"
Al termine della terza partita, a proporre i 3 nomi da mandare a rischio eliminazione, che successivamente decreterà il terzo eliminato provvisorio, saranno solo i professori.
| CONCORRENTE | ESITO                  |
| ----------- | ---------------------- |
| CAROLA      | A rischio eliminazione |
| LUIGI       | A rischio eliminazione |
| LDA         | A rischio eliminazione |
| MICHELE     | Salvato                |

Successivamente, i tre candidati a rischio eliminazione si sfidano per decretare l'eliminato provvisorio della terza manche.
| PROVA    | LDA               | CAROLA               | LUIGI                      |
| -------- | ----------------- | -------------------- | -------------------------- |
| I        | Bandana (inedito) | Bittersweet simphony | Tienimi stanotte (inedito) |
| VITTORIA | LUIGI             | LDA                  | CAROLA                     |

#### Ballottaggio
Al termine delle tre manche, si disputa il ballottaggio finale tra gli eliminati provvisori, che inizialmente si sfidano per essere salvati dalla giuria.
| PROVA    | DARIO                       | CAROLA                      | SERENA   |
| -------- | --------------------------- | --------------------------- | -------- |
| I        | Mash-Up Mr. Bean / SexyBack | I wanna dance with somebody | La femme |
| VITTORIA | SERENA                      | SERENA                      | SERENA   |

Infine, i due concorrenti ancora a rischio si sfidano per decretare l'eliminato definitivo di puntata.
| PROVA    | DARIO           | CAROLA        |
| -------- | --------------- | ------------- |
| I        | Brividi         | Ballerina     |
| II       | Cade la pioggia | Vivaldi Storm |
| VITTORIA | DARIO           | CAROLA        |

### 6ª puntata
La sesta puntata del serale è andata in onda sabato 23 aprile 2022.
Dopo l'estrazione a sorte della squadra che incomincerà la prima manche, quest'ultima indicherà a sua volta la squadra da voler sfidare.

#### Prima partita
Nella prima manche la squadra Cuccarini-Todaro decide di sfidare la squadra Zerbi-Celentano.
| PROVA    | SQUADRA CUCCARINI-TODARO | SQUADRA CUCCARINI-TODARO                | PUNTI | PUNTI | SQUADRA ZERBI-CELENTANO | SQUADRA ZERBI-CELENTANO                 |
| -------- | ------------------------ | --------------------------------------- | ----- | ----- | ----------------------- | --------------------------------------- |
| I        | Alex                     | Adore you                               | 1     | 0     | LDA                     | Se bruciasse la città                   |
| II       | Nunzio                   | Objection (Tango)                       | 0     | 1     | Michele                 | Puttin' on the ritz                     |
| III      | Sissi e Alex             | Comparata CANTO Se piovesse il tuo nome | 1     | 0     | Luigi e LDA             | Comparata CANTO Se piovesse il tuo nome |
| VITTORIA | SQUADRA CUCCARINI-TODARO | SQUADRA CUCCARINI-TODARO                | 2     | 1     | SQUADRA ZERBI-CELENTANO | SQUADRA ZERBI-CELENTANO                 |

##### Girone "In eliminazione"
Al termine della prima partita, i tre concorrenti della squadra Zerbi-Celentano sono tutti a rischio eliminazione.
| CONCORRENTE | ESITO                  |
| ----------- | ---------------------- |
| LDA         | A rischio eliminazione |
| MICHELE     | A rischio eliminazione |
| LUIGI       | A rischio eliminazione |

Successivamente, i tre candidati a rischio eliminazione si sfidano per decretare l'eliminato provvisorio della prima manche.
| PROVA    | LDA               | MICHELE                                     | LUIGI                      |
| -------- | ----------------- | ------------------------------------------- | -------------------------- |
| I        | Bandana (inedito) | Variazione Don Quixote - III Atto (Basilio) | Tienimi stanotte (inedito) |
| VITTORIA | MICHELE           | LUIGI                                       | LDA                        |

#### Seconda partita
Nella seconda manche la squadra Cuccarini-Todaro decide di sfidare, nuovamente, la squadra Zerbi-Celentano.
| PROVA    | SQUADRA CUCCARINI-TODARO | SQUADRA CUCCARINI-TODARO          | PUNTI | PUNTI | SQUADRA ZERBI-CELENTANO  | SQUADRA ZERBI-CELENTANO    |
| -------- | ------------------------ | --------------------------------- | ----- | ----- | ------------------------ | -------------------------- |
| I        | Alex                     | Urlo e non mi senti               | 0     | 1     | Luigi                    | Bella senz'anima           |
| II       | Serena e Nunzio          | Medley Casa Vianello / Senza fine | 0     | 1     | Michele                  | Strength of a thousand men |
| VITTORIA | SQUADRA ZERBI-CELENTANO  | SQUADRA ZERBI-CELENTANO           | 2     | 0     | SQUADRA CUCCARINI-TODARO | SQUADRA CUCCARINI-TODARO   |

##### Girone "In eliminazione"
Al termine della seconda partita a proporre i 3 nomi da mandare a rischio eliminazione, che successivamente decreterà il secondo eliminato provvisorio, saranno solo i professori.
| CONCORRENTE | ESITO                  |
| ----------- | ---------------------- |
| ALEX        | A rischio eliminazione |
| SERENA      | A rischio eliminazione |
| NUNZIO      | A rischio eliminazione |
| SISSI       | Salvata                |

Successivamente, i tre candidati a rischio eliminazione si sfidano per decretare l'eliminato provvisorio della seconda manche.
| PROVA    | SERENA               | ALEX                              | NUNZIO |
| -------- | -------------------- | --------------------------------- | ------ |
| I        | Le cose che non dico | Senza chiedere permesso (inedito) | Jai Ho |
| VITTORIA | SERENA               | ALEX                              | NUNZIO |

#### Terza partita
Nella terza manche la squadra Zerbi-Celentano decide di sfidare la squadra Pettinelli-Peparini.
| PROVA    | SQUADRA ZERBI-CELENTANO | SQUADRA ZERBI-CELENTANO   | PUNTI | PUNTI | SQUADRA PETTINELLI-PEPARINI | SQUADRA PETTINELLI-PEPARINI |
| -------- | ----------------------- | ------------------------- | ----- | ----- | --------------------------- | --------------------------- |
| I        | Michele                 | Comparata BALLO Your song | 1     | 0     | Dario                       | Comparata BALLO Your song   |
| II       | Michele                 | Soda pop                  | 0     | 1     | Albe e Dario                | Il gatto e la volpe         |
| III      | Luigi                   | You can leave your hat on | 1     | 0     | Dario                       | Piazza Grande               |
| VITTORIA | SQUADRA ZERBI-CELENTANO | SQUADRA ZERBI-CELENTANO   | 2     | 1     | SQUADRA PETTINELLI-PEPARINI | SQUADRA PETTINELLI-PEPARINI |

##### Girone "In eliminazione"
Al termine della terza partita, i due concorrenti della squadra Pettinelli-Peparini sono entrambi a rischio eliminazione.
| CONCORRENTE | ESITO                  |
| ----------- | ---------------------- |
| DARIO       | A rischio eliminazione |
| ALBE        | A rischio eliminazione |

Successivamente, i due candidati a rischio eliminazione si sfidano per decretare l'eliminato provvisorio della terza manche.
| PROVA    | ALBE                | DARIO       |
| -------- | ------------------- | ----------- |
| I        | Millevoci (inedito) | Some nights |
| VITTORIA | ALBE                | DARIO       |

#### Ballottaggio
Al termine delle tre manche, si disputa il ballottaggio finale tra gli eliminati provvisori, che inizialmente si sfidano per essere salvati dalla giuria.
| PROVA    | NUNZIO                               | LDA             | DARIO              |
| -------- | ------------------------------------ | --------------- | ------------------ |
| I        | Drag-Quine (Swing Party Special Mix) | Scusa (inedito) | Another day of sun |
| VITTORIA | DARIO                                | DARIO           | DARIO              |

Infine, i due concorrenti ancora a rischio si sfidano per decretare l'eliminato definitivo di puntata.
| PROVA    | LDA                          | NUNZIO             |
| -------- | ---------------------------- | ------------------ |
| I        | Caruso                       | Bella ciao         |
| II       | Ma il cielo è sempre più blu | La copa de la vida |
| VITTORIA | NUNZIO                       | LDA                |

### 7ª puntata
La settima puntata del serale è andata in onda sabato 30 aprile 2022.
Dopo l'estrazione a sorte della squadra che incomincerà la prima manche, quest'ultima indicherà a sua volta la squadra da voler sfidare.

#### Prima partita
Nella prima manche la squadra Zerbi-Celentano decide di sfidare la squadra Cuccarini-Todaro.
| PROVA    | SQUADRA ZERBI-CELENTANO | SQUADRA ZERBI-CELENTANO    | PUNTI | PUNTI | SQUADRA CUCCARINI-TODARO | SQUADRA CUCCARINI-TODARO |
| -------- | ----------------------- | -------------------------- | ----- | ----- | ------------------------ | ------------------------ |
| I        | Luigi                   | Datemi un martello         | 1     | 0     | Nunzio                   | She bangs                |
| II       | Michele                 | Fiori rosa, fiori di pesco | 0     | 1     | Sissi e Alex             | Dusk till dawn           |
| III      | Luigi                   | Splendido splendente       | 1     | 0     | Nunzio                   | Mix Flamenco             |
| VITTORIA | SQUADRA ZERBI-CELENTANO | SQUADRA ZERBI-CELENTANO    | 2     | 1     | SQUADRA CUCCARINI-TODARO | SQUADRA CUCCARINI-TODARO |

##### Girone "In eliminazione"
Al termine della prima partita, a proporre i 3 nomi da mandare a rischio eliminazione, che successivamente decreterà il primo eliminato provvisorio, saranno solo i professori.
| CONCORRENTE | ESITO                  |
| ----------- | ---------------------- |
| NUNZIO      | A rischio eliminazione |
| SERENA      | A rischio eliminazione |
| ALEX        | A rischio eliminazione |
| SISSI       | Salvata                |

Successivamente, i tre candidati a rischio eliminazione si sfidano per decretare l'eliminato provvisorio della prima manche.
| PROVA    | ALEX                     | SERENA        | NUNZIO       |
| -------- | ------------------------ | ------------- | ------------ |
| I        | Sogni al cielo (inedito) | Dove si balla | On the floor |
| VITTORIA | ALEX                     | SERENA        | NUNZIO       |

#### Seconda partita
Nella seconda manche la squadra Zerbi-Celentano decide di sfidare la squadra Pettinelli-Peparini.
| PROVA    | SQUADRA ZERBI-CELENTANO | SQUADRA ZERBI-CELENTANO      | PUNTI | PUNTI | SQUADRA PETTINELLI-PEPARINI | SQUADRA PETTINELLI-PEPARINI  |
| -------- | ----------------------- | ---------------------------- | ----- | ----- | --------------------------- | ---------------------------- |
| I        | Michele                 | Comparata BALLO Poetica      | 1     | 0     | Dario                       | Comparata BALLO Poetica      |
| II       | Luigi                   | Pazza idea                   | 0     | 1     | Albe                        | Ci vuole un fisico bestiale  |
| III      | Luigi                   | Comparata CANTO Io vagabondo | 1     | 0     | Albe                        | Comparata CANTO Io vagabondo |
| VITTORIA | SQUADRA ZERBI-CELENTANO | SQUADRA ZERBI-CELENTANO      | 2     | 1     | SQUADRA PETTINELLI-PEPARINI | SQUADRA PETTINELLI-PEPARINI  |

##### Girone "In eliminazione"
Al termine della seconda partita, i due concorrenti della squadra Pettinelli-Peparini sono a rischio eliminazione.
| CONCORRENTE | ESITO                  |
| ----------- | ---------------------- |
| DARIO       | A rischio eliminazione |
| ALBE        | A rischio eliminazione |

Successivamente, i due candidati a rischio eliminazione si sfidano per decretare l'eliminato provvisorio della seconda manche.
| PROVA    | ALBE             | DARIO                                        |
| -------- | ---------------- | -------------------------------------------- |
| I        | Medley Hits 2021 | Medley Quelli della mia età / La vie en rose |
| VITTORIA | DARIO            | ALBE                                         |

#### Terza partita
Nella terza manche la squadra Zerbi-Celentano decide di sfidare la squadra Cuccarini-Todaro.
| PROVA    | SQUADRA ZERBI-CELENTANO  | SQUADRA ZERBI-CELENTANO                               | PUNTI     | PUNTI     | SQUADRA CUCCARINI-TODARO | SQUADRA CUCCARINI-TODARO                              |
| -------- | ------------------------ | ----------------------------------------------------- | --------- | --------- | ------------------------ | ----------------------------------------------------- |
| I        | Luigi                    | Comparata CANTO - Medley Higher ground / Superstition | 1         | 0         | Alex                     | Comparata CANTO - Medley Higher ground / Superstition |
| II       | Luigi                    | Master blaster                                        | 0         | 1         | Serena e Alex            | Lay me down                                           |
| III      | Michele                  | Dangerous                                             | ANNULLATA | ANNULLATA | Sissi                    | Where do I begin                                      |
| IV       | Michele                  | Miserere                                              | 0         | 1         | Sissi                    | Imagine                                               |
| VITTORIA | SQUADRA CUCCARINI-TODARO | SQUADRA CUCCARINI-TODARO                              | 2         | 1         | SQUADRA ZERBI-CELENTANO  | SQUADRA ZERBI-CELENTANO                               |

##### Girone "In eliminazione"
Al termine della terza partita, i due concorrenti della squadra Zerbi-Celentano sono a rischio eliminazione. 
| CONCORRENTE | ESITO                  |
| ----------- | ---------------------- |
| MICHELE     | A rischio eliminazione |
| LUIGI       | A rischio eliminazione |

Successivamente, i due candidati a rischio eliminazione si sfidano per decretare l'eliminato provvisorio della terza manche.
| PROVA    | LUIGI                      | MICHELE                                   |
| -------- | -------------------------- | ----------------------------------------- |
| I        | Tienimi stanotte (inedito) | Variazione La Bayadère - V Atto (Allegro) |
| VITTORIA | MICHELE                    | LUIGI                                     |

#### Ballottaggio
Al termine delle tre manche, si disputa il ballottaggio finale tra gli eliminati provvisori, che inizialmente si sfidano per essere salvati dalla giuria.
| PROVA    | NUNZIO                          | LUIGI          | ALBE                  |
| -------- | ------------------------------- | -------------- | --------------------- |
| I        | Killing me softly with his song | Muro (inedito) | Prima di te (inedito) |
| VITTORIA | LUIGI                           | LUIGI          | LUIGI                 |

Infine, i due concorrenti ancora a rischio si sfidano per decretare l'eliminato definitivo di puntata.
| PROVA    | ALBE                | NUNZIO                    |
| -------- | ------------------- | ------------------------- |
| I        | Millevoci (inedito) | Scott & Fran's Paso Doble |
| II       | Giravolte (inedito) | Crazy In Love (Remix)     |
| VITTORIA | ALBE                | NUNZIO                    |

### Day-time
Gara con il Televoto
Nel day-time di lunedì 2 maggio i concorrenti si esibiscono con un pezzo a loro scelta, permettendo così di eleggere (secondo il parere dei telespettatori) un vincitore, che avrà di diritto un premio (in base alla categoria). A giudicare tutte le esibizioni, e a decretare il vincitore sarà il pubblico da casa tramite televoto chiuso nel day-time di martedì 3 maggio. Il verdetto definitivo viene mostrato nel day-time di giovedì 5 maggio. Alex, risultato il vincitore della gara, ha in premio un paio di cuffie In-Ear personalizzate.
| CODICE TELEVOTO | CONCORRENTE | ESIBIZIONE                        | SQUADRA DI APPARTENENZA | ESITO GARA | ESITO GARA              |
| CODICE TELEVOTO | CONCORRENTE | ESIBIZIONE                        | SQUADRA DI APPARTENENZA | % TELEVOTO | POSIZIONE IN CLASSIFICA |
| --------------- | ----------- | --------------------------------- | ----------------------- | ---------- | ----------------------- |
| 02              | ALEX        | Senza chiedere permesso (inedito) | Cuccarini-Todaro        | 39,0%      | 1º                      |
| 04              | LUIGI       | Tienimi stanotte (inedito)        | Zerbi-Celentano         | 35,1%      | 2º                      |
| 05              | MICHELE     | Variazione Satanella - Alvaro     | Zerbi-Celentano         | 7,3%       | 3º                      |
| 07              | SISSI       | Dove sei (inedito)                | Cuccarini-Todaro        | 6,1%       | 4º                      |
| 06              | SERENA      | Alejandro                         | Cuccarini-Todaro        | 5,9%       | 5º                      |
| 01              | ALBE        | Karma (inedito)                   | Pettinelli-Peparini     | 4,8%       | 6º                      |
| 03              | DARIO       | Pray                              | Pettinelli-Peparini     | 1,8%       | 7º                      |

| VINCITORE GARA AL TELEVOTO | VINCITORE GARA AL TELEVOTO |
| CONCORRENTE                | DISCIPLINA                 |
| -------------------------- | -------------------------- |
| ALEX                       | cantautorato               |

### Semifinale
La semifinale del serale è andata in onda sabato 7 maggio 2022.
Regolamento
- La puntata è articolata in tre manche più un ballottaggio, portando così all’elezione dei finalisti. Per le tre partite, la giuria è chiamata a decidere chi inizierà a sfidare.
- Chi inizia la partita ha la possibilità, insieme al suo professore di riferimento, di scegliere contro chi sfidarsi e quale prova schierare.
- Il primo che arriva a 2 punti si aggiudica l’accesso alla finale.
- Per la squadra Cuccarini-Todaro in caso di vittoria (nella prima o nella terza partita - per il circuito canto), i due concorrenti (Sissi ed Alex) si dovranno sfidare ulteriormente in uno spareggio, per ottenere l'accesso alla finale.

Legenda
     Accede alla Finale
     Candidato ad accedere alla Finale
     Non accede ancora alla Finale

#### Prima partita
La prima manche, dedicata al canto, porterà all’elezione del primo finalista. Nella prima partita Lorella Cuccarini decide che per la sua squadra a poter tentare di cominciare la partita sarà Sissi.
| CHI INIZIA LA PARTITA? | CHI INIZIA LA PARTITA? | CHI INIZIA LA PARTITA? | CHI INIZIA LA PARTITA? |
| PROVA                  | ALBE                   | LUIGI                  | SISSI                  |
| ---------------------- | ---------------------- | ---------------------- | ---------------------- |
| I                      | Millevoci (inedito)    | Muro (inedito)         | Danshari (inedito)     |
| VITTORIA               | SISSI                  | SISSI                  | SISSI                  |

Dopo aver vinto la possibilità di iniziare la manche per primi, Sissi ed Alex, insieme alla loro professoressa Lorella Cuccarini, possono scegliere chi sfidare. 
| PROVA    | SISSI          | PUNTI        | PUNTI        | LUIGI                       |
| -------- | -------------- | ------------ | ------------ | --------------------------- |
| I        | What's Up?     | 1            | 0            | Eppur mi son scordato di te |
| PROVA    | SISSI          | PUNTI        | PUNTI        | LUIGI                       |
| II       | Dancing Queen  | 0            | 1            | Malo                        |
| PROVA    | ALEX           | PUNTI        | PUNTI        | ALBE                        |
| III      | Ordinary world | 1            | 0            | Can't help falling in love  |
| VITTORIA | SISSI - ALEX   | SISSI - ALEX | SISSI - ALEX | SISSI - ALEX                |

##### Spareggio
Alex e Sissi si sfidano in uno spareggio, per decretare l’elezione del primo finalista.
| PROVA    | ALEX          | SISSI     |
| -------- | ------------- | --------- |
| I        | Piccola Anima | Overjoyed |
| VITTORIA | SISSI         | ALEX      |

#### Seconda partita
La seconda manche, dedicata alla danza, porterà all’elezione del secondo finalista. Nella seconda manche i tre ballerini rimasti si sfidano per decidere chi inizierà la partita.
| CHI INIZIA LA PARTITA? | CHI INIZIA LA PARTITA? | CHI INIZIA LA PARTITA?                               | CHI INIZIA LA PARTITA? |
| PROVA                  | SERENA                 | MICHELE                                              | DARIO                  |
| ---------------------- | ---------------------- | ---------------------------------------------------- | ---------------------- |
| I                      | Maria                  | Variazione Flammes de Paris - Pas de deux (Philippe) | La casa azul           |
| VITTORIA               | MICHELE                | MICHELE                                              | MICHELE                |

Dopo aver vinto la possibilità di iniziare la manche per primo, Michele, insieme alla sua professoressa Alessandra Celentano, può scegliere chi sfidare. 
| PROVA    | MICHELE                            | PUNTI   | PUNTI   | DARIO                              |
| -------- | ---------------------------------- | ------- | ------- | ---------------------------------- |
| I        | Code Name Vivaldi                  | 1       | 0       | We are young                       |
| PROVA    | MICHELE                            | PUNTI   | PUNTI   | SERENA                             |
| II       | Hola                               | 0       | 1       | Cinema italiano                    |
| PROVA    | MICHELE                            | PUNTI   | PUNTI   | DARIO                              |
| III      | Comparata BALLO Smoke on the water | 1       | 0       | Comparata BALLO Smoke on the water |
| VITTORIA | MICHELE                            | MICHELE | MICHELE | MICHELE                            |

#### Terza partita
La terza manche, dedicata nuovamente al canto, porterà all’elezione del terzo finalista. Nella terza manche i tre cantanti rimasti si sfidano per decidere chi inizierà la partita.
| CHI INIZIA LA PARTITA? | CHI INIZIA LA PARTITA? | CHI INIZIA LA PARTITA?   | CHI INIZIA LA PARTITA?     |
| PROVA                  | ALBE                   | ALEX                     | LUIGI                      |
| ---------------------- | ---------------------- | ------------------------ | -------------------------- |
| I                      | Giravolte (inedito)    | Sogni al cielo (inedito) | Tienimi stanotte (inedito) |
| VITTORIA               | LUIGI                  | LUIGI                    | LUIGI                      |

Dopo aver vinto la possibilità di iniziare la manche per primo, Luigi, insieme al suo professore Rudy Zerbi, può scegliere chi sfidare. 
| PROVA    | LUIGI                        | PUNTI | PUNTI | ALEX                  |
| -------- | ---------------------------- | ----- | ----- | --------------------- |
| I        | Se mi lasci non vale         | 0     | 1     | Another love          |
| PROVA    | LUIGI                        | PUNTI | PUNTI | ALEX                  |
| II       | Black Betty                  | 1     | 0     | Il nostro concerto    |
| PROVA    | LUIGI                        | PUNTI | PUNTI | ALBE                  |
| III      | Comparata CANTO Sorry        | 0     | 1     | Comparata CANTO Sorry |
| PROVA    | LUIGI                        | PUNTI | PUNTI | ALBE                  |
| IV       | Non abbiam bisogno di parole | 1     | 0     | Come prima            |
| VITTORIA | LUIGI                        | LUIGI | LUIGI | LUIGI                 |

#### Ballottaggio
I concorrenti rimasti si sfidano, in un ballottaggio, per decretare gli ultimi due finalisti (diventati tre a seguito del pari merito nel giudizio di Albe e Serena) e di conseguenza l'eliminato della semifinale.
| PROVA    | SERENA               | ALEX                              | DARIO            | ALBE             |
| -------- | -------------------- | --------------------------------- | ---------------- | ---------------- |
| I        | You can't hurry love | Senza chiedere permesso (inedito) | Music            | Karma (inedito)  |
| II       | Immobile             | Halo                              | Ciao amore, ciao | Take you dancing |
| VITTORIA | ALEX                 | SERENA                            | ALBE             | DARIO            |

### Finale
La finale del serale è andata in onda domenica 15 maggio 2022.
- Luigi Strangis vince la ventunesima edizione di Amici e il premio di 150000 €.
- Michele Esposito vince il premio della categoria Danza di 50000 €.
- Il premio della critica TIM, anch'esso del valore di 50000 €, viene assegnato a Sissi.
- Il premio TIM, assegnato da una platea giudicante durante tutte le puntate del serale, e dalla community TIM, del valore di 30000 €, viene assegnato a Serena Carella.
- Il premio Oreo, per il concorrente migliore giudicato dalla community, e con maggior vittorie nelle diverse sfide sulla piattaforma WittyTV, del valore di 20000 €, viene assegnato ad Alex.
- Il premio delle Radio, assegnato alla canzone più passata da RTL 102.5, RDS e Radio 105, viene assegnato a Tienimi stanotte di Luigi Strangis.
- Dalla prima puntata del serale fino alla finale Marlù assegna a ciascun concorrente eliminato il premio del valore di 7000 €.

Ugualmente alla scorsa edizione vi è un meccanismo simile per la finale. Il nuovo regolamento prevede cinque sessioni di voto: nelle prime tre sessioni (per il canto) e nella quarta sessione (per la danza), tutti i finalisti (quattro di canto e due di ballo) si esibiranno in 1 prova (nelle prime due sessioni) e 3 prove (nella terza e quarta sessione), portando così il cantante e il ballerino più votati a passare alla finalissima; nell'ultima sfida, ovvero la finalissima, si decreterà il vincitore del programma.

#### Finale Circuito Canto
La finale per il circuito canto si svolge in tre sfide: Le prime due su una sola prova ciascuno, mentre la terza sull'esibizione di tre pezzi.
Nella prima sfida i quattro cantanti si esibiscono su un loro inedito.
| PRIMA SFIDA | PRIMA SFIDA      | PRIMA SFIDA              | PRIMA SFIDA                | PRIMA SFIDA     | PRIMA SFIDA |
| PROVA       | SISSI            | ALEX                     | LUIGI                      | ALBE            | % TELEVOTO  |
| ----------- | ---------------- | ------------------------ | -------------------------- | --------------- | ----------- |
| I           | Scendi (inedito) | Non siamo soli (inedito) | Tienimi stanotte (inedito) | Karma (inedito) | % TELEVOTO  |
| SESTO       | ALBE             | ALBE                     | ALBE                       | ALBE            | 5%          |
| VITTORIA    | SISSI            | SISSI                    | SISSI                      | SISSI           | 14,80%      |
| VITTORIA    | ALEX             | ALEX                     | ALEX                       | ALEX            | 36%         |
| VITTORIA    | LUIGI            | LUIGI                    | LUIGI                      | LUIGI           | 44,20%      |

Nella seconda sfida i tre cantanti rimasti si sfidano sulle cover.
| SECONDA SFIDA | SECONDA SFIDA         | SECONDA SFIDA | SECONDA SFIDA    | SECONDA SFIDA |
| PROVA         | SISSI                 | LUIGI         | ALEX             | % TELEVOTO    |
| ------------- | --------------------- | ------------- | ---------------- | ------------- |
| I             | Make you feel my love | Pietre        | Goodbye my lover | % TELEVOTO    |
| QUINTA        | SISSI                 | SISSI         | SISSI            | 14,90%        |
| VITTORIA      | ALEX                  | ALEX          | ALEX             | 39,90%        |
| VITTORIA      | LUIGI                 | LUIGI         | LUIGI            | 45,20%        |

La terza sfida, costituita su tre prove, porterà all’elezione del primo super finalista.
| CHI VA IN FINALISSIMA? | CHI VA IN FINALISSIMA?   | CHI VA IN FINALISSIMA? | CHI VA IN FINALISSIMA? |
| PROVA                  | ALEX                     | LUIGI                  | % TELEVOTO             |
| ---------------------- | ------------------------ | ---------------------- | ---------------------- |
| I                      | Somebody to love         | Footloose              | % TELEVOTO             |
| II                     | Like I would             | Come Together          | % TELEVOTO             |
| III                    | Sogni al cielo (inedito) | Muro (inedito)         | % TELEVOTO             |
| QUARTO                 | ALEX                     | ALEX                   | 48,60%                 |
| VITTORIA               | LUIGI                    | LUIGI                  | 51,40%                 |

#### Finale Circuito Danza
La finale del circuito danza si svolge sull'esibizione di tre prove da parte dei due ballerini, portando all'elezione del secondo super finalista.
| CHI VA IN FINALISSIMA? | CHI VA IN FINALISSIMA?        | CHI VA IN FINALISSIMA?                     | CHI VA IN FINALISSIMA? |
| PROVA                  | SERENA                        | MICHELE                                    | % TELEVOTO             |
| ---------------------- | ----------------------------- | ------------------------------------------ | ---------------------- |
| I                      | Ain't no mountain high enough | Variazione Le Corsaire - II Atto (Allegro) | % TELEVOTO             |
| III                    | Easy on me (Chillflows Remix) | Beethoven                                  | % TELEVOTO             |
| III                    | We are the people             | Forgiveness                                | % TELEVOTO             |
| TERZA                  | SERENA                        | SERENA                                     | 39,10%                 |
| VITTORIA               | MICHELE                       | MICHELE                                    | 60,90%                 |

#### Finalissima
La finalissima si svolge tra i due super finalisti (risultati i vincitori del loro circuito - nonché categoria) ed è basata sull'esibizione di sei prove, portando all'elezione del vincitore della ventunesima edizione.
| CHI VINCE? | CHI VINCE?                | CHI VINCE?                                   | CHI VINCE? |
| PROVA      | LUIGI                     | MICHELE                                      | % TELEVOTO |
| ---------- | ------------------------- | -------------------------------------------- | ---------- |
| I          | Start me up               | Variazione Don Quixote - III Atto (Basilio)  | % TELEVOTO |
| II         | Cobra                     | Fix you                                      | % TELEVOTO |
| III        | Tondo (inedito)           | Nessun dorma                                 | % TELEVOTO |
| IV         | Who do you think you are  | Wallah                                       | % TELEVOTO |
| V          | Baby did a bad thing      | Bird set free                                | % TELEVOTO |
| VI         | Partirò da zero (inedito) | Variazione Le Corsaire - I Atto (Lan’khadam) | % TELEVOTO |
| SECONDO    | MICHELE                   | MICHELE                                      | 23,60%     |
| VINCITORE  | LUIGI                     | LUIGI                                        | 76,40%     |

## Tabella riassuntiva dei guanti di sfida assegnati
Legenda:
     Il guanto di sfida viene accettato dagli sfidanti e svolto in puntata.
     Il guanto di sfida viene rifiutato dagli sfidanti, ma svolto comunque in puntata, in quanto giudicato equo per la giuria.
     Il guanto di sfida viene rifiutato dagli sfidanti ed annullato, in quanto giudicato non equo per la giuria.
     Il/La professore/ssa non assegna guanti di sfida durante la settimana.
     Il guanto di sfida non viene più svolto in quanto l'allievo/a coinvolto/a è stato/a eliminato/a o ha avuto accesso alla finale.

### Ballo
| BALLO     | BALLO                                                   | BALLO                                                   | BALLO                                                 | BALLO                                                | BALLO                                            |
| Settimana | Alessandra Celentano                                    | Alessandra Celentano                                    | Alessandra Celentano                                  | Raimondo Todaro                                      | Veronica Peparini                                |
| --------- | ------------------------------------------------------- | ------------------------------------------------------- | ----------------------------------------------------- | ---------------------------------------------------- | ------------------------------------------------ |
| 1         | Straight to number one (Carola vs Serena)               | Straight to number one (Carola vs Serena)               | You & me (Michele con Carola vs Christian con Serena) | Magalenha (Nunzio con Serena vs Leonardo con Carola) | Non assegna guanti di sfida                      |
| 2         | Flamenco (Leonardo con Michele vs Nunzio con Christian) | Flamenco (Leonardo con Michele vs Nunzio con Christian) | Gold (Michele vs Dario)                               | Single ladies (Serena vs Carola)                     | Sorry / L'essenziale / Cry me (Dario vs Michele) |
| 3         | Mad about you (Carola con Michele vs Serena con Nunzio) | Le serpent / Mas que nada (Leonardo vs Nunzio)          | I wanna dance with somebody (Carola vs Serena)        | Non assegna guanti di sfida                          | Non assegna guanti di sfida                      |
| 4         | L’arcobaleno (Michele vs Nunzio)                        | L’arcobaleno (Michele vs Nunzio)                        | L’arcobaleno (Michele vs Nunzio)                      | Non assegna guanti di sfida                          | Non assegna guanti di sfida                      |
| 5         | Non assegna guanti di sfida                             | Non assegna guanti di sfida                             | Non assegna guanti di sfida                           | Easy on me (Remix Chilliflows) (Serena vs Carola)    | Non assegna guanti di sfida                      |
| 6         | Jailhouse Rock (Michele vs Serena)                      | Jailhouse Rock (Michele vs Serena)                      | Your song (Michele vs Dario)                          | Non assegna guanti di sfida                          | Non assegna guanti di sfida                      |
| 7         | Poetica (Michele vs Dario)                              | Poetica (Michele vs Dario)                              | Poetica (Michele vs Dario)                            | Easy on me (Remix Chilliflows) (Serena vs Michele)   | Ed ero contentissimo (Dario vs Serena)           |
| 8         | Smoke on the water (Michele vs Dario)                   | Smoke on the water (Michele vs Dario)                   | Smoke on the water (Michele vs Dario)                 | Non assegna guanti di sfida                          | Non assegna guanti di sfida                      |
| Totale    | 12                                                      | 12                                                      | 12                                                    | 4                                                    | 2                                                |

### Canto
| CANTO     | CANTO                                                             | CANTO                                                             | CANTO                                                             | CANTO                                                      | CANTO                                                      | CANTO                                                | CANTO                                                |
| Settimana | Rudy Zerbi                                                        | Rudy Zerbi                                                        | Rudy Zerbi                                                        | Lorella Cuccarini                                          | Lorella Cuccarini                                          | Anna Pettinelli                                      | Anna Pettinelli                                      |
| --------- | ----------------------------------------------------------------- | ----------------------------------------------------------------- | ----------------------------------------------------------------- | ---------------------------------------------------------- | ---------------------------------------------------------- | ---------------------------------------------------- | ---------------------------------------------------- |
| 1         | Che sarà (LDA vs Alex)                                            | Sex bomb (Luigi vs Alex)                                          | My Sharona / Musica leggerissima / The twist (Luigi vs Crytical)  | Non assegna guanti di sfida                                | Non assegna guanti di sfida                                | Generale (Crytical vs Alex)                          | Take you dancing (Albe vs LDA)                       |
| 2         | Concedimi / Destri / La genesi del tuo colore (Luigi vs Crytical) | Concedimi / Destri / La genesi del tuo colore (Luigi vs Crytical) | Concedimi / Destri / La genesi del tuo colore (Luigi vs Crytical) | Diavolo in me (Aisha vs Albe)                              | Diavolo in me (Aisha vs Albe)                              | Abbronzatissima (Albe vs Alex)                       | Abbronzatissima (Albe vs Alex)                       |
| 3         | Non assegna guanti di sfida                                       | Non assegna guanti di sfida                                       | Non assegna guanti di sfida                                       | Non assegna guanti di sfida                                | Non assegna guanti di sfida                                | Fenomeno / Ti volevo dedicare (Crytical vs Luigi)    | Fenomeno / Ti volevo dedicare (Crytical vs Luigi)    |
| 4         | Signor Tenente (Luigi vs Alex)                                    | Signor Tenente (Luigi vs Alex)                                    | Signor Tenente (Luigi vs Alex)                                    | PROVA DI SCRITTURA E COMPOSIZIONE MUSICALE (Alex vs Luigi) | PROVA DI SCRITTURA E COMPOSIZIONE MUSICALE (Alex vs Luigi) | Il diario degli errori (Albe vs Aisha)               | Il diario degli errori (Albe vs Aisha)               |
| 5         | Destra - Sinistra (Luigi vs Sissi)                                | Destra - Sinistra (Luigi vs Sissi)                                | La donna cannone (LDA vs Albe)                                    | Se piovesse il tuo nome (Sissi e Alex vs Luigi e LDA)      | Se piovesse il tuo nome (Sissi e Alex vs Luigi e LDA)      | Non assegna guanti di sfida                          | Non assegna guanti di sfida                          |
| 6         | Higher ground / Superstition (Luigi vs Alex)                      | Higher ground / Superstition (Luigi vs Alex)                      | Ci vuole un fisico bestiale (LDA vs Albe)                         | Non assegna guanti di sfida                                | Non assegna guanti di sfida                                | Io vagabondo (Albe vs Luigi)                         | Io vagabondo (Albe vs Luigi)                         |
| 7         | Non assegna guanti di sfida                                       | Non assegna guanti di sfida                                       | Non assegna guanti di sfida                                       | PROVA - TRIBUTO WHITNEY HOUSTON (Sissi vs Luigi)           | Cambiare (Alex vs Luigi)                                   | Tutto il resto è noia (Albe vs Luigi o Sissi o Alex) | Tutto il resto è noia (Albe vs Luigi o Sissi o Alex) |
| 8         | Sorry (Luigi vs Albe)                                             | Sorry (Luigi vs Albe)                                             | PROVA - TRIBUTO MITO (Luigi vs Alex)                              | Non assegna guanti di sfida                                | Non assegna guanti di sfida                                | Non assegna guanti di sfida                          | Non assegna guanti di sfida                          |
| Totale    | 11                                                                | 11                                                                | 11                                                                | 5                                                          | 5                                                          | 7                                                    | 7                                                    |

## Platea giudicante TIM
La Platea giudicante TIM ha il compito di esprimere la preferenza verso uno degli allievi. Così facendo permetterà di assegnare, durante la finale, il premio dal valore di 30000 €.
     Preferenza espressa dalla platea giudicante

     Il concorrente vince il premio di 30000 €

| Platea Giudicante TIM | Squadra di appartenenza | Puntate | Puntate                | Puntate                | Puntate                | Puntate                | Puntate                | Puntate                | Puntate                | Puntate                | Totale vittorie |
| Platea Giudicante TIM | Squadra di appartenenza | 1ª      | 2ª                     | 3ª                     | 4ª                     | 5ª                     | 6ª                     | 7ª                     | Semifinale             | Finale                 | Totale vittorie |
| --------------------- | ----------------------- | ------- | ---------------------- | ---------------------- | ---------------------- | ---------------------- | ---------------------- | ---------------------- | ---------------------- | ---------------------- | --------------- |
| LUIGI                 | Zerbi-Celentano         |         |                        |                        |                        |                        |                        |                        |                        | VINCITORE              | 1               |
| MICHELE               | Zerbi-Celentano         |         |                        |                        |                        |                        |                        |                        |                        | SECONDO                | 1               |
| SERENA                | Cuccarini-Todaro        |         |                        |                        |                        |                        |                        |                        |                        | TERZA                  | 3               |
| ALEX                  | Cuccarini-Todaro        |         |                        |                        |                        |                        |                        |                        |                        | QUARTO                 | 1               |
| SISSI                 | Cuccarini-Todaro        |         |                        |                        |                        |                        |                        |                        |                        | QUINTA                 | 1               |
| ALBE                  | Pettinelli-Peparini     |         |                        |                        |                        |                        |                        |                        |                        | SESTO                  | 0               |
| DARIO                 | Pettinelli-Peparini     |         |                        |                        |                        |                        |                        |                        |                        | ELIMINATO (Semifinale) | 0               |
| NUNZIO                | Cuccarini-Todaro        |         |                        |                        |                        |                        |                        |                        | ELIMINATO (7ª puntata) | ELIMINATO (7ª puntata) | 0               |
| LDA                   | Zerbi-Celentano         |         |                        |                        |                        |                        |                        | ELIMINATO (6ª puntata) | ELIMINATO (6ª puntata) | ELIMINATO (6ª puntata) | 0               |
| CAROLA                | Zerbi-Celentano         |         |                        |                        |                        |                        | ELIMINATA (5ª puntata) | ELIMINATA (5ª puntata) | ELIMINATA (5ª puntata) | ELIMINATA (5ª puntata) | 0               |
| CRYTICAL              | Pettinelli-Peparini     |         |                        |                        |                        | ELIMINATO (4ª puntata) | ELIMINATO (4ª puntata) | ELIMINATO (4ª puntata) | ELIMINATO (4ª puntata) | ELIMINATO (4ª puntata) | 0               |
| AISHA                 | Cuccarini-Todaro        |         |                        |                        |                        | ELIMINATA (4ª puntata) | ELIMINATA (4ª puntata) | ELIMINATA (4ª puntata) | ELIMINATA (4ª puntata) | ELIMINATA (4ª puntata) | 1               |
| LEONARDO              | Zerbi-Celentano         |         |                        |                        | ELIMINATO (3ª puntata) | ELIMINATO (3ª puntata) | ELIMINATO (3ª puntata) | ELIMINATO (3ª puntata) | ELIMINATO (3ª puntata) | ELIMINATO (3ª puntata) | 0               |
| JOHN ERIK             | Pettinelli-Peparini     |         |                        |                        | ELIMINATO (3ª puntata) | ELIMINATO (3ª puntata) | ELIMINATO (3ª puntata) | ELIMINATO (3ª puntata) | ELIMINATO (3ª puntata) | ELIMINATO (3ª puntata) | 0               |
| CHRISTIAN             | Cuccarini-Todaro        |         |                        | ELIMINATO (2ª puntata) | ELIMINATO (2ª puntata) | ELIMINATO (2ª puntata) | ELIMINATO (2ª puntata) | ELIMINATO (2ª puntata) | ELIMINATO (2ª puntata) | ELIMINATO (2ª puntata) | 0               |
| CALMA                 | Zerbi-Celentano         |         |                        | ELIMINATO (2ª puntata) | ELIMINATO (2ª puntata) | ELIMINATO (2ª puntata) | ELIMINATO (2ª puntata) | ELIMINATO (2ª puntata) | ELIMINATO (2ª puntata) | ELIMINATO (2ª puntata) | 0               |
| GIO MONTANA           | Zerbi-Celentano         |         | ELIMINATO (1ª puntata) | ELIMINATO (1ª puntata) | ELIMINATO (1ª puntata) | ELIMINATO (1ª puntata) | ELIMINATO (1ª puntata) | ELIMINATO (1ª puntata) | ELIMINATO (1ª puntata) | ELIMINATO (1ª puntata) | 0               |
| ALICE                 | Pettinelli-Peparini     |         | ELIMINATA (1ª puntata) | ELIMINATA (1ª puntata) | ELIMINATA (1ª puntata) | ELIMINATA (1ª puntata) | ELIMINATA (1ª puntata) | ELIMINATA (1ª puntata) | ELIMINATA (1ª puntata) | ELIMINATA (1ª puntata) | 0               |

## Gara inediti Radio

### Gara inediti Radio Zeta
Radio Zeta, anche nella fase serale del programma, come era già capitato per quella iniziale, ripropone una gara inediti, che permetterà all'allievo risultante vincitore di essere ospite il 9 giugno al Future Hits Live 2022.
 L'allievo ottiene la preferenza degli ascoltatori 

 L'allievo non ottiene la preferenza degli ascoltatori

| CONCORRENTE | INEDITO          | PREFERENZA ASCOLTATORI RADIO ZETA |
| ----------- | ---------------- | --------------------------------- |
| ALEX        | Sogni al cielo   |                                   |
| LUIGI       | Tienimi stanotte |                                   |
| SISSI       | Dove sei         |                                   |
| ALBE        | Karma            |                                   |

## Commissione della critica
Nella finale è presente in diretta streaming una commissione, che assegna, tramite voto singolare, la propria preferenza a uno dei concorrenti finalisti. Il concorrente con più preferenze ottiene il Premio della Critica TIM. Tale commissione è così composta ed esprime in questo modo la propria preferenza:
Legenda:

 Il concorrente ottiene la preferenza dal membro della commissione della critica.

 Il concorrente non ottiene la preferenza dal membro della commissione della critica.

     Il concorrente vince il premio della critica del valore di € 50.000
| Preferenza Commissione della Critica | Preferenza Commissione della Critica | Preferenza Commissione della Critica | Preferenza Commissione della Critica | Preferenza Commissione della Critica | Preferenza Commissione della Critica | Preferenza Commissione della Critica | Preferenza Commissione della Critica |
| Giornalista                          | Quotidiano                           | Finalisti                            | Finalisti                            | Finalisti                            | Finalisti                            | Finalisti                            | Finalisti                            |
| Giornalista                          | Quotidiano                           | ALBE                                 | ALEX                                 | LUIGI                                | MICHELE                              | SERENA                               | SISSI                                |
| ------------------------------------ | ------------------------------------ | ------------------------------------ | ------------------------------------ | ------------------------------------ | ------------------------------------ | ------------------------------------ | ------------------------------------ |
| Marco Mangiarotti                    | QN                                   |                                      |                                      |                                      |                                      |                                      |                                      |
| Paolo Giordano                       | Il Giornale                          |                                      |                                      |                                      |                                      |                                      |                                      |
| Andrea Laffranchi                    | Corriere della Sera                  |                                      |                                      |                                      |                                      |                                      |                                      |
| Luca Dondoni                         | La Stampa                            |                                      |                                      |                                      |                                      |                                      |                                      |
| Claudia Fascia                       | Ansa                                 |                                      |                                      |                                      |                                      |                                      |                                      |
| Antonella Nesi                       | AdnKronos                            |                                      |                                      |                                      |                                      |                                      |                                      |
| Claudio Maddaloni                    | LaPresse                             |                                      |                                      |                                      |                                      |                                      |                                      |
| Davide Maggio                        | DavideMaggio.it                      |                                      |                                      |                                      |                                      |                                      |                                      |
| Boris Sollazzo                       | RollingStone.it                      |                                      |                                      |                                      |                                      |                                      |                                      |
| Mario Manca                          | VanityFair.it                        |                                      |                                      |                                      |                                      |                                      |                                      |
| Andrea Conti                         | IlFattoQuotidiano.it                 |                                      |                                      |                                      |                                      |                                      |                                      |
| Andrea Amato                         | TvZoom.it                            |                                      |                                      |                                      |                                      |                                      |                                      |
| Massimiliano Longo                   | AllMusicItalia.it                    |                                      |                                      |                                      |                                      |                                      |                                      |
| Mattia Marzi                         | Il Messaggero                        |                                      |                                      |                                      |                                      |                                      |                                      |
| Renato Tortarolo                     | Il Secolo XIX                        |                                      |                                      |                                      |                                      |                                      |                                      |
| Federico Vacalebre                   | Il Mattino                           |                                      |                                      |                                      |                                      |                                      |                                      |
| Carmen Guadalaxara                   | Il Tempo                             |                                      |                                      |                                      |                                      |                                      |                                      |
| Rita Vecchio                         | Leggo                                |                                      |                                      |                                      |                                      |                                      |                                      |
| Francesca D'Angelo                   | Libero                               |                                      |                                      |                                      |                                      |                                      |                                      |
| Massimo Galanto                      | TvBlog.it                            |                                      |                                      |                                      |                                      |                                      |                                      |
| Domenico Catagnano                   | Tgcom24.it                           |                                      |                                      |                                      |                                      |                                      |                                      |
| Francesco Raiola                     | Fanpage.it                           |                                      |                                      |                                      |                                      |                                      |                                      |
| Elena Palmieri                       | Rockol.it                            |                                      |                                      |                                      |                                      |                                      |                                      |
| Benedetta Minoliti                   | Billboard.it                         |                                      |                                      |                                      |                                      |                                      |                                      |
| Cinzia Marongiu                      | Tiscali.it                           |                                      |                                      |                                      |                                      |                                      |                                      |
| Totale preferenze                    | Totale preferenze                    | 1                                    | 7                                    | 2                                    | 2                                    | 5                                    | 8                                    |
| Vincitore Premio della Critica TIM   | Vincitore Premio della Critica TIM   | SISSI                                | SISSI                                | SISSI                                | SISSI                                | SISSI                                | SISSI                                |

## Giuria
Legenda:
     Presenza del giudice in puntata
| Giurato                      | Puntate | Puntate | Puntate | Puntate | Puntate | Puntate | Puntate | Puntate    | Puntate | Totale |
| Giurato                      | 1ª      | 2ª      | 3ª      | 4ª      | 5ª      | 6ª      | 7ª      | Semifinale | Finale  | Totale |
| ---------------------------- | ------- | ------- | ------- | ------- | ------- | ------- | ------- | ---------- | ------- | ------ |
| Stefano De Martino           |         |         |         |         |         |         |         |            |         | 9      |
| Emanuele Filiberto di Savoia |         |         |         |         |         |         |         |            |         | 9      |
| Stash Fiordispino            |         |         |         |         |         |         |         |            |         | 8      |
| Sabrina Ferilli              |         |         |         |         |         |         |         |            |         | 1      |

## Ospiti
| Puntata    | Messa in onda  | Ospiti | Comici                                             |
| ---------- | -------------- | --- | -------------------------------------------------- |
| 1          | 19 marzo 2022  | Elisa | Nino Frassica con Francesco Scali e Pietro Pulcini |
| 2          | 26 marzo 2022  | Irama | Nino Frassica con Francesco Scali e Pietro Pulcini |
| 3          | 2 aprile 2022  | Giovanni Iovino, Fabrizio Moro | Nino Frassica con Francesco Scali e Pietro Pulcini |
| 4          | 9 aprile 2022  | Sangiovanni | Nino Frassica con Francesco Scali e Pietro Pulcini |
| 5          | 16 aprile 2022 | Follya | Nino Frassica con Francesco Scali e Pietro Pulcini |
| 6          | 23 aprile 2022 | The Kolors | Nino Frassica con Francesco Scali e Pietro Pulcini |
| 7          | 30 aprile 2022 | Ghali | Nino Frassica con Francesco Scali e Pietro Pulcini |
| Semifinale | 7 maggio 2022  | Marco Mengoni | Nino Frassica con Francesco Scali e Pietro Pulcini |
| Finale     | 15 maggio 2022 | Giulia Stabile, Ultimo, Sabrina Ferilli, Francesca Bernabini, Alessandra Amoroso, Sofia Goggia, Sandra Aitala, Federica Gentile, Filippo Ferraro, Alessandro Sansone | Francesco Cicchella                                |

## Ascolti
| Puntata    | Registrazione      | Messa in onda  | Telespettatori | Share  | Fonte  |
| ---------- | ------------------ | -------------- | -------------- | ------ | ------ |
| 1          | 17 marzo 2022      | 19 marzo 2022  | 4 507 000      | 25,83% | [ 4 ]  |
| 2          | 24 marzo 2022      | 26 marzo 2022  | 3 939 000      | 24,86% | [ 5 ]  |
| 3          | 30 marzo 2022      | 2 aprile 2022  | 4 551 000      | 24,93% | [ 6 ]  |
| 4          | 7 aprile 2022      | 9 aprile 2022  | 4 560 000      | 26,53% | [ 7 ]  |
| 5          | 13 aprile 2022     | 16 aprile 2022 | 4 082 000      | 26,00% | [ 8 ]  |
| 6          | 20 aprile 2022     | 23 aprile 2022 | 4 233 000      | 25,28% | [ 9 ]  |
| 7          | 27 aprile 2022     | 30 aprile 2022 | 4 370 000      | 26,27% | [ 10 ] |
| Semifinale | 4 maggio 2022      | 7 maggio 2022  | 4 554 000      | 29,84% | [ 11 ] |
| Finale     | Diretta e televoto | 15 maggio 2022 | 4 327 000      | 28,65% | [ 12 ] |
| Media      | Media              | Media          | 4 346 000      | 26,47% |        |

- Nota: La finale, con 4 327 000 telespettatori, risulta essere la meno vista della storia del Serale di Amici di Maria De Filippi. Prima di allora il record lo deteneva la diciottesima edizione, la cui finale aveva totalizzato 4 802 000 in termini di telespettatori.

## L'interesse delle case discografiche
Anche durante quest'edizione è stata data la possibilità ad alcuni cantanti di firmare un contratto con alcune case discografiche per la realizzazione degli album/EP d'esordio. In particolare, si tratta di:
- LDA con la Sony Music, che il 13 maggio ha pubblicato l'EP LDA.
- Sissi con la Sugar Music, che il 27 maggio ha pubblicato l'EP Leggera.
- Luigi Strangis con l'etichetta indipendente 21CO, che il 3 giugno ha pubblicato l'EP Strangis.
- Alex con l'etichetta indipendente 21CO, che il 10 giugno ha pubblicato l'EP Non siamo soli.
- Albe con la Warner Music Italy, che il 17 giugno ha pubblicato l'EP Albe.

## L'interesse delle compagnie di ballo
Anche durante quest'edizione è stata data la possibilità ad alcuni ballerini di firmare un contratto con alcune compagnie di ballo e/o di ricevere borse di studio. In particolare, si tratta di:
- Carola Puddu, che ha ottenuto un contratto di lavoro presso la compagnia Balletto di Roma.
- Serena Carella, che ha ottenuto una borsa di studio di 1 anno presso la compagnia Ailey School di New York.
- Michele Esposito, che ha ottenuto un'offerta di lavoro per lo spettacolo On Dance con Roberto Bolle, e nell'edizione successiva di Amici è stato promosso come ballerino professionista.